# Tour d'Italie féminin 2021
La 32e édition du Tour d'Italie féminin (Giro Rosa en italien) a lieu du 2 au 11 juillet 2021. La course fait partie du calendrier UCI féminin en catégorie 2.Pro. La course se déroule intégralement en Italie du Nord.
La formation Trek-Segafredo remporte le contre-la-montre par équipes huit secondes devant SD Worx. Ruth Winder est le premier maillot rose. Sur la montagneuse deuxième étape, Anna van der Breggen s'impose largement et prend la tête du classement général. La formation réalise un triplé avec Ashleigh Moolman et Demi Vollering, la première membre d'une autre équipe est Marta Cavalli à près de deux minutes. Le lendemain, une échappée de quatre se dispute la victoire. Marianne Vos se montre la plus rapide. Anna van der Breggen remporte le contre-la-montre en côte augmente ainsi son avance au classement général. Lorena Wiebes gagne la cinquième étape au sprint. Emma Norsgaard Jørgensen gagne de la même façon le lendemain. Marianne Vos profite de l'arrivée en côte pour s'adjuger au sprint sa trentième victoire sur le Tour d'Italie de sa carrière. Lorena Wiebes est la plus rapide sur la huitième étape. Lors de l'étape reine, Ashleigh Moolman et Elisa Longo Borghini s'échappent. La première distance la seconde dans le mont Matajur et s'impose seule. La formation SD Worx réalise un nouveau triplé. Coryn Rivera remporte l'ultime étape. Au classement général, Anna van der Breggen s'impose pour la quatrième fois devant ses coéquipières Ashleigh Moolman et Demi Vollering. Elle gagne également le classement par points. Lucinda Brand est la meilleure grimpeuse et Niamh Fisher-Black la meilleure jeune.

## Présentation

### Parcours
L'intégralité du parcours se situe en Italie du Nord. L'épreuve débute dans le Piémont par un contre-la-montre par équipes long de 26,7 km en léger faux-plat montant entre Fossano et Cuneo. Le lendemain, l'étape arrive au sommet du Prato Nevoso. L'étape entre Casale Monferrato et Ovada, est plate jusqu'à mi-course, puis devient vraiment vallonnée sur la fin avec quatre grand prix des monts de troisième catégorie. Le contre-la-montre individuel de la quatrième étape se déroule sur la commune de Formazza. Celui-ci est long de 14 km et clairement montant avec 500 m de dénivelé. La cinquième étape se déroule dans l'agglomération milanaise et est plate. L'étape la plus longue est celle de Colico avec 155 km parfaitement plat, le parcours effectuant le tour du lac de Côme. L'étape suivante se déroule également à proximité d'un lac : le lac de Garde, mais sur un petit circuit urbain comportant une côte. Elle est escaladée six fois, l'arrivée étant à son sommet. Le parcours se déplace toujours plus à l'Est avec l'étape entre San Vendemiano et Mortegliano, qui est plate, arrivant ainsi en Frioul-Vénétie Julienne. L'étape vers le mont Matajur, à la frontière slovène, s'annonce décisive. Il est précédé par l'ascension de la Stregna. La dernière étape est plate, Cormons accueillant l'arrivée finale.

### Équipes
| UCI Women's WorldTeams (9)- Alé BTC Ljubljana - Team BikeExchange - Canyon-SRAM Racing - Team DSM - FDJ-Nouvelle Aquitaine-Futuroscope - Liv Racing - Movistar Team - SD Worx - Trek-Segafredo Équipes féminines continentales (15)- A.R. Monex - Arkéa Pro Cycling Team - Aromitalia-Basso Bikes-Vaiano - BePink - Bizkaia-Durango - Born To Win-G20-Ambedo - Ceratizit-WNT Pro Cycling - Isolmant-Premac-Vittoria - Jumbo-Visma - Lotto Soudal Ladies - Rally - Servetto-Makhymo-Beltrami TSA - Tibco-Silicon Valley Bank - Top Girls Fassa Bortolo - Valcar-Travel & Service |
| |

## Favorites
La vainqueur sortante Anna van der Breggen est la grande favorite à sa propre succession. Elisa Longo Borghini deuxième en 2017 et troisième en 2020 est une des concurrentes, tout comme Cecilie Uttrup Ludwig deuxième de la La course by Le Tour de France. L'Australienne Amanda Spratt  est également une prétendante à la victoire finale tout comme la jeune Mikayla Harvey,.
Annemiek van Vleuten, une des protagonistes des éditions précédentes, décide de ne pas prendre le départ pour se concentrer sur les Jeux olympiques. Katarzyna Niewiadoma fait le même choix.

## Étapes
| Étape     | Date      | Villes étapes                   | type                         | Distance (km) | Vainqueur d'étape    | Leader du classement général |
| --------- | --------- | ------------------------------- | ---------------------------- | ------------- | -------------------- | ---------------------------- |
| 1re étape | 2 juill.  | Fossano – Coni                  | contre-la-montre par équipes | 26,7          | Trek-Segafredo       | Ruth Edwards                 |
| 2e étape  | 3 juill.  | Boves – Prato Nevoso            | étape de montagne            | 100           | Anna van der Breggen | Anna van der Breggen         |
| 3e étape  | 4 juill.  | Casale Monferrato – Ovada       | étape vallonnée              | 135           | Marianne Vos         | Anna van der Breggen         |
| 4e étape  | 5 juill.  | Fondovalle – Riale              | contre-la-montre en côte     | 14            | Anna van der Breggen | Anna van der Breggen         |
| 5e étape  | 6 juill.  | Milan – Carugate                | étape de plaine              | 120           | Lorena Wiebes        | Anna van der Breggen         |
| 6e étape  | 7 juill.  | Colico – Colico                 | étape de plaine              | 155           | Emma Norsgaard       | Anna van der Breggen         |
| 7e étape  | 8 juill.  | Soprazocco – Puegnago del Garda | étape vallonnée              | 109,6         | Marianne Vos         | Anna van der Breggen         |
| 8e étape  | 9 juill.  | San Vendemiano – Mortegliano    | étape de plaine              | 129,4         | Lorena Wiebes        | Anna van der Breggen         |
| 9e étape  | 10 juill. | Feletto Umberto – Monte Matajur | étape de montagne            | 122,6         | Ashleigh Moolman     | Anna van der Breggen         |
| 10e étape | 11 juill. | Capriva del Friuli – Cormons    | étape de plaine              | 113           | Coryn Rivera         | Anna van der Breggen         |

## Déroulement de la course

### 1reétape
La formation Trek-Segafredo	remporte le contre-la-montre par équipes huit secondes devant la formation SD Worx. Ruth Winder prend le premier maillot rose. Bikeexchange et FDJ-Nouvelle Aquitaine-Futuroscope perdent plus d'une minute trente.
| \| Classement de l'étape \| Classement de l'étape \| Classement de l'étape \| Classement de l'étape \| Classement de l'étape \| Classement de l'étape \| \| Équipe \| Équipe \| Pays \| Temps \| Écart de temps \| Vitesse moy. \| \| --------------------- \| ------------------------- \| --------------------- \| --------------------- \| --------------------- \| --------------------- \| \| 1re \| Trek-Segafredo \| États-Unis \| 33 min 40 s \| 0 s \| 47.584 km/h \| \| 2e \| SD Worx \| Pays-Bas \| 33 min 48 s \| + 8 s \| 47.396 km/h \| \| 3e \| Alé BTC Ljubljana \| Italie \| 34 min 20 s \| + 40 s \| 46.660 km/h \| \| 4e \| Canyon-SRAM Racing \| Allemagne \| 34 min 26 s \| + 46 s \| 46.525 km/h \| \| 5e \| Movistar Team \| Espagne \| 34 min 35 s \| + 55 s \| 46.323 km/h \| \| 6e \| Jumbo-Visma \| Pays-Bas \| 34 min 56 s \| + 1 min 16 s \| 45.859 km/h \| \| 7e \| Ceratizit-WNT Pro Cycling \| Allemagne \| 34 min 58 s \| + 1 min 18 s \| 45.815 km/h \| \| 8e \| Tibco-Silicon Valley Bank \| États-Unis \| 34 min 59 s \| + 1 min 19 s \| 45.793 km/h \| \| 9e \| Team DSM \| Allemagne \| 35 min 03 s \| + 1 min 23 s \| 45.706 km/h \| \| 10e \| Team BikeExchange \| Australie \| 35 min 11 s \| + 1 min 31 s \| 45.533 km/h \| |                           |            |             |                |              |
| |                           |            |             |                |              |
| Sources : ProCyclingStats Cycling Quotient |                           |            |             |                |              |
| Classement de l'étape |                           |            |             |                |              |
| Équipe | Équipe                    | Pays       | Temps       | Écart de temps | Vitesse moy. |
| 1re | Trek-Segafredo            | États-Unis | 33 min 40 s | 0 s            | 47.584 km/h  |
| 2e | SD Worx                   | Pays-Bas   | 33 min 48 s | + 8 s          | 47.396 km/h  |
| 3e | Alé BTC Ljubljana         | Italie     | 34 min 20 s | + 40 s         | 46.660 km/h  |
| 4e | Canyon-SRAM Racing        | Allemagne  | 34 min 26 s | + 46 s         | 46.525 km/h  |
| 5e | Movistar Team             | Espagne    | 34 min 35 s | + 55 s         | 46.323 km/h  |
| 6e | Jumbo-Visma               | Pays-Bas   | 34 min 56 s | + 1 min 16 s   | 45.859 km/h  |
| 7e | Ceratizit-WNT Pro Cycling | Allemagne  | 34 min 58 s | + 1 min 18 s   | 45.815 km/h  |
| 8e | Tibco-Silicon Valley Bank | États-Unis | 34 min 59 s | + 1 min 19 s   | 45.793 km/h  |
| 9e | Team DSM                  | Allemagne  | 35 min 03 s | + 1 min 23 s   | 45.706 km/h  |
| 10e | Team BikeExchange         | Australie  | 35 min 11 s | + 1 min 31 s   | 45.533 km/h  |

| \| Classement général \| Classement général \| Classement général \| Classement général \| Classement général \| \| Coureuse \| Coureuse \| Pays \| Équipe \| Temps \| \| ------------------ \| -------------------- \| ------------------ \| ------------------ \| ------------------ \| \| 1re \| Ruth Edwards \| États-Unis \| Trek-Segafredo \| 33 min 40 s \| \| 2e \| Ellen van Dijk \| Pays-Bas \| Trek-Segafredo \| + 0 s \| \| 3e \| Elisa Longo Borghini \| Italie \| Trek-Segafredo \| + 0 s \| \| 4e \| Lizzie Deignan \| Royaume-Uni \| Trek-Segafredo \| + 0 s \| \| 5e \| Ashleigh Moolman \| Afrique du Sud \| SD Worx \| + 8 s \| \| 6e \| Demi Vollering \| Pays-Bas \| SD Worx \| + 8 s \| \| 7e \| Anna van der Breggen \| Pays-Bas \| SD Worx \| + 8 s \| \| 8e \| Niamh Fisher-Black \| Nouvelle-Zélande \| SD Worx \| + 8 s \| \| 9e \| Elena Cecchini \| Italie \| SD Worx \| + 8 s \| \| 10e \| Mavi García \| Espagne \| Alé BTC Ljubljana \| + 40 s \| |                      |                  |                   |             |
| |                      |                  |                   |             |
| Sources : ProCyclingStats Cycling Quotient |                      |                  |                   |             |
| Classement général |                      |                  |                   |             |
| Coureuse | Coureuse             | Pays             | Équipe            | Temps       |
| 1re | Ruth Edwards         | États-Unis       | Trek-Segafredo    | 33 min 40 s |
| 2e | Ellen van Dijk       | Pays-Bas         | Trek-Segafredo    | + 0 s       |
| 3e | Elisa Longo Borghini | Italie           | Trek-Segafredo    | + 0 s       |
| 4e | Lizzie Deignan       | Royaume-Uni      | Trek-Segafredo    | + 0 s       |
| 5e | Ashleigh Moolman     | Afrique du Sud   | SD Worx           | + 8 s       |
| 6e | Demi Vollering       | Pays-Bas         | SD Worx           | + 8 s       |
| 7e | Anna van der Breggen | Pays-Bas         | SD Worx           | + 8 s       |
| 8e | Niamh Fisher-Black   | Nouvelle-Zélande | SD Worx           | + 8 s       |
| 9e | Elena Cecchini       | Italie           | SD Worx           | + 8 s       |
| 10e | Mavi García          | Espagne          | Alé BTC Ljubljana | + 40 s      |

### 2eétape
Dans le col del Morte, Elise Chabbey, Kathrin Hammes, Sofia Bertizzolo et Coryn Rivera attaquent. Leur avance atteint quarante-trois secondes, mais elles sont reprises dans les premières pentes de l'ascension finale. Trek-Segafredo y mène le rythme. À dix kilomètres de la ligne, Niamh Fisher-Black attaque avec Erica Magnaldi. Ashleigh Moolman ramène néanmoins le peloton sur elles deux kilomètres plus loin. Elles sont alors une quinzaine de coureuses en tête. Anna van der Breggen part alors seule. Derrière, Ashleigh Moolman est intercalée devant un groupe de six poursuivantes : Demi Vollering, Marta Cavalli, Mavi Garcia, Erica Magnaldi, Gaia Realini et Amanda Spratt. Anna van der Breggen s'impose avec plus d'une minute vingt d'avance sur sa coéquipière Ashleigh Moolman, et près de deux minutes sur son autre coéquipière Demi Vollering qui a pris de l'avance sur ses compagnons de poursuite. Anna van der Breggen prend le maillot rose. Parmi les nombreuses perdantes de la journée, on compte Elisa Longo Borghini qui perd huit minutes trente.
| \| Classement de l'étape \| Classement de l'étape \| Classement de l'étape \| Classement de l'étape \| Classement de l'étape \| \| Coureuse \| Coureuse \| Pays \| Équipe \| Temps \| \| --------------------- \| --------------------- \| --------------------- \| ---------------------------------- \| --------------------- \| \| 1re \| Anna van der Breggen \| Pays-Bas \| SD Worx \| 2 h 58 min 31 s \| \| 2e \| Ashleigh Moolman \| Afrique du Sud \| SD Worx \| + 1 min 22 s \| \| 3e \| Demi Vollering \| Pays-Bas \| SD Worx \| + 1 min 51 s \| \| 4e \| Marta Cavalli \| Italie \| FDJ-Nouvelle Aquitaine-Futuroscope \| + 1 min 53 s \| \| 5e \| Erica Magnaldi \| Italie \| Ceratizit-WNT Pro Cycling \| + 2 min 30 s \| \| 6e \| Gaia Realini \| Italie \| Isolmant-Premac-Vittoria \| + 2 min 36 s \| \| 7e \| Mavi García \| Espagne \| Alé BTC Ljubljana \| + 3 min 00 s \| \| 8e \| Amanda Spratt \| Australie \| Team BikeExchange \| + 3 min 05 s \| \| 9e \| Tatiana Guderzo \| Italie \| Alé BTC Ljubljana \| + 3 min 26 s \| \| 10e \| Juliette Labous \| France \| Team DSM \| + 3 min 29 s \| |                      |                |                                    |                 |
| |                      |                |                                    |                 |
| Source : ProCyclingStats |                      |                |                                    |                 |
| Classement de l'étape |                      |                |                                    |                 |
| Coureuse | Coureuse             | Pays           | Équipe                             | Temps           |
| 1re | Anna van der Breggen | Pays-Bas       | SD Worx                            | 2 h 58 min 31 s |
| 2e | Ashleigh Moolman     | Afrique du Sud | SD Worx                            | + 1 min 22 s    |
| 3e | Demi Vollering       | Pays-Bas       | SD Worx                            | + 1 min 51 s    |
| 4e | Marta Cavalli        | Italie         | FDJ-Nouvelle Aquitaine-Futuroscope | + 1 min 53 s    |
| 5e | Erica Magnaldi       | Italie         | Ceratizit-WNT Pro Cycling          | + 2 min 30 s    |
| 6e | Gaia Realini         | Italie         | Isolmant-Premac-Vittoria           | + 2 min 36 s    |
| 7e | Mavi García          | Espagne        | Alé BTC Ljubljana                  | + 3 min 00 s    |
| 8e | Amanda Spratt        | Australie      | Team BikeExchange                  | + 3 min 05 s    |
| 9e | Tatiana Guderzo      | Italie         | Alé BTC Ljubljana                  | + 3 min 26 s    |
| 10e | Juliette Labous      | France         | Team DSM                           | + 3 min 29 s    |

| \| Classement général \| Classement général \| Classement général \| Classement général \| Classement général \| \| Coureuse \| Coureuse \| Pays \| Équipe \| Temps \| \| ------------------ \| -------------------- \| ------------------ \| ------------------------- \| ------------------ \| \| 1re \| Anna van der Breggen \| Pays-Bas \| SD Worx \| 3 h 32 min 09 s \| \| 2e \| Ashleigh Moolman \| Afrique du Sud \| SD Worx \| + 1 min 26 s \| \| 3e \| Demi Vollering \| Pays-Bas \| SD Worx \| + 1 min 57 s \| \| 4e \| Lizzie Deignan \| Royaume-Uni \| Trek-Segafredo \| + 3 min 31 s \| \| 5e \| Mavi García \| Espagne \| Alé BTC Ljubljana \| + 3 min 42 s \| \| 6e \| Erica Magnaldi \| Italie \| Ceratizit-WNT Pro Cycling \| + 3 min 50 s \| \| 7e \| Tatiana Guderzo \| Italie \| Alé BTC Ljubljana \| + 4 min 08 s \| \| 8e \| Niamh Fisher-Black \| Nouvelle-Zélande \| SD Worx \| + 4 min 18 s \| \| 9e \| Amanda Spratt \| Australie \| Team BikeExchange \| + 4 min 38 s \| \| 10e \| Juliette Labous \| France \| Team DSM \| + 4 min 54 s \| |                      |                  |                           |                 |
| |                      |                  |                           |                 |
| Source : ProCyclingStats |                      |                  |                           |                 |
| Classement général |                      |                  |                           |                 |
| Coureuse | Coureuse             | Pays             | Équipe                    | Temps           |
| 1re | Anna van der Breggen | Pays-Bas         | SD Worx                   | 3 h 32 min 09 s |
| 2e | Ashleigh Moolman     | Afrique du Sud   | SD Worx                   | + 1 min 26 s    |
| 3e | Demi Vollering       | Pays-Bas         | SD Worx                   | + 1 min 57 s    |
| 4e | Lizzie Deignan       | Royaume-Uni      | Trek-Segafredo            | + 3 min 31 s    |
| 5e | Mavi García          | Espagne          | Alé BTC Ljubljana         | + 3 min 42 s    |
| 6e | Erica Magnaldi       | Italie           | Ceratizit-WNT Pro Cycling | + 3 min 50 s    |
| 7e | Tatiana Guderzo      | Italie           | Alé BTC Ljubljana         | + 4 min 08 s    |
| 8e | Niamh Fisher-Black   | Nouvelle-Zélande | SD Worx                   | + 4 min 18 s    |
| 9e | Amanda Spratt        | Australie        | Team BikeExchange         | + 4 min 38 s    |
| 10e | Juliette Labous      | France           | Team DSM                  | + 4 min 54 s    |

### 3eétape
Il pleut. Dans la côte de Morsasco, Brodie Chapman s'échappe. Elise Chabbey, Sabrina Stultiens, Grace Brown, Liane Lippert et Lucinda Brand la rejoignent. Toutefois, le peloton juge ce groupe trop dangereux et elles sont reprises. Dans la descente, Brand et Lippert partent de nouveau. Dans la côte d'Ovada, Marianne Vos, Mikayla Harvey et Elise Chabbey opèrent la jonction. Dans cette côte, Harvey est néanmoins distancée. Il reste alors quarante-sept kilomètres. Leur avance va alors croissante et atteint quatre minutes. Elles se départagent au sprint, le vent de face ne favorisant pas une échappée, et Marianne Vos se montre la plus rapide.
| \| Classement de l'étape \| Classement de l'étape \| Classement de l'étape \| Classement de l'étape \| Classement de l'étape \| \| Coureuse \| Coureuse \| Pays \| Équipe \| Temps \| \| --------------------- \| --------------------- \| --------------------- \| ------------------------- \| --------------------- \| \| 1re \| Marianne Vos \| Pays-Bas \| Jumbo-Visma Women Team \| 3 h 40 min 24 s \| \| 2e \| Lucinda Brand \| Pays-Bas \| Trek-Segafredo \| + 0 s \| \| 3e \| Liane Lippert \| Allemagne \| Team DSM \| + 0 s \| \| 4e \| Elise Chabbey \| Suisse \| Canyon-SRAM Racing \| + 0 s \| \| 5e \| Lisa Brennauer \| Allemagne \| Ceratizit-WNT Pro Cycling \| + 3 min 18 s \| \| 6e \| Coryn Rivera \| États-Unis \| Team DSM \| + 3 min 18 s \| \| 7e \| Emma Norsgaard \| Danemark \| Movistar Team \| + 3 min 18 s \| \| 8e \| Marta Bastianelli \| Italie \| Alé BTC Ljubljana \| + 3 min 18 s \| \| 9e \| Ilaria Sanguineti \| Italie \| Valcar-Travel & Service \| + 3 min 18 s \| \| 10e \| Marta Lach \| Pologne \| Ceratizit-WNT Pro Cycling \| + 3 min 18 s \| |                   |            |                           |                 |
| |                   |            |                           |                 |
| Source : ProCyclingStats |                   |            |                           |                 |
| Classement de l'étape |                   |            |                           |                 |
| Coureuse | Coureuse          | Pays       | Équipe                    | Temps           |
| 1re | Marianne Vos      | Pays-Bas   | Jumbo-Visma Women Team    | 3 h 40 min 24 s |
| 2e | Lucinda Brand     | Pays-Bas   | Trek-Segafredo            | + 0 s           |
| 3e | Liane Lippert     | Allemagne  | Team DSM                  | + 0 s           |
| 4e | Elise Chabbey     | Suisse     | Canyon-SRAM Racing        | + 0 s           |
| 5e | Lisa Brennauer    | Allemagne  | Ceratizit-WNT Pro Cycling | + 3 min 18 s    |
| 6e | Coryn Rivera      | États-Unis | Team DSM                  | + 3 min 18 s    |
| 7e | Emma Norsgaard    | Danemark   | Movistar Team             | + 3 min 18 s    |
| 8e | Marta Bastianelli | Italie     | Alé BTC Ljubljana         | + 3 min 18 s    |
| 9e | Ilaria Sanguineti | Italie     | Valcar-Travel & Service   | + 3 min 18 s    |
| 10e | Marta Lach        | Pologne    | Ceratizit-WNT Pro Cycling | + 3 min 18 s    |

| \| Classement général \| Classement général \| Classement général \| Classement général \| Classement général \| \| Coureuse \| Coureuse \| Pays \| Équipe \| Temps \| \| ------------------ \| -------------------- \| ------------------ \| ------------------------- \| ------------------ \| \| 1re \| Anna van der Breggen \| Pays-Bas \| SD Worx \| 7 h 15 min 56 s \| \| 2e \| Ashleigh Moolman \| Afrique du Sud \| SD Worx \| + 1 min 21 s \| \| 3e \| Demi Vollering \| Pays-Bas \| SD Worx \| + 1 min 57 s \| \| 4e \| Elise Chabbey \| Suisse \| Canyon-SRAM Racing \| + 2 min 36 s \| \| 5e \| Lizzie Deignan \| Royaume-Uni \| Trek-Segafredo \| + 3 min 31 s \| \| 6e \| Mavi García \| Espagne \| Alé BTC Ljubljana \| + 3 min 42 s \| \| 7e \| Erica Magnaldi \| Italie \| Ceratizit-WNT Pro Cycling \| + 3 min 50 s \| \| 8e \| Tatiana Guderzo \| Italie \| Alé BTC Ljubljana \| + 4 min 08 s \| \| 9e \| Niamh Fisher-Black \| Nouvelle-Zélande \| SD Worx \| + 4 min 18 s \| \| 10e \| Amanda Spratt \| Australie \| Team BikeExchange \| + 4 min 33 s \| |                      |                  |                           |                 |
| |                      |                  |                           |                 |
| Source : ProCyclingStats |                      |                  |                           |                 |
| Classement général |                      |                  |                           |                 |
| Coureuse | Coureuse             | Pays             | Équipe                    | Temps           |
| 1re | Anna van der Breggen | Pays-Bas         | SD Worx                   | 7 h 15 min 56 s |
| 2e | Ashleigh Moolman     | Afrique du Sud   | SD Worx                   | + 1 min 21 s    |
| 3e | Demi Vollering       | Pays-Bas         | SD Worx                   | + 1 min 57 s    |
| 4e | Elise Chabbey        | Suisse           | Canyon-SRAM Racing        | + 2 min 36 s    |
| 5e | Lizzie Deignan       | Royaume-Uni      | Trek-Segafredo            | + 3 min 31 s    |
| 6e | Mavi García          | Espagne          | Alé BTC Ljubljana         | + 3 min 42 s    |
| 7e | Erica Magnaldi       | Italie           | Ceratizit-WNT Pro Cycling | + 3 min 50 s    |
| 8e | Tatiana Guderzo      | Italie           | Alé BTC Ljubljana         | + 4 min 08 s    |
| 9e | Niamh Fisher-Black   | Nouvelle-Zélande | SD Worx                   | + 4 min 18 s    |
| 10e | Amanda Spratt        | Australie        | Team BikeExchange         | + 4 min 33 s    |

### 4eétape
Les deux premières détentrices du meilleur temps sont tour à tour Sara Casasola puis Brodie Chapman. Grace Brown est le premier temps de référence, améliorant la marque précédente de deux minutes dix. Demi Vollering devance ce temps puis la leader Anna van der Breggen. Celle-ci renforce donc sa place au classement général, tout comme ses coéquipières Demi Vollering et Ashleigh Moolman, quatrième du jour. La première coureuse d'une autre équipe que la SD Worx est Elizabeth Deignan à près de six minutes de Van der Breggen.
| \| Classement de l'étape \| Classement de l'étape \| Classement de l'étape \| Classement de l'étape \| Classement de l'étape \| \| Coureuse \| Coureuse \| Pays \| Équipe \| Temps \| \| --------------------- \| --------------------- \| --------------------- \| ---------------------------------- \| --------------------- \| \| 1re \| Anna van der Breggen \| Pays-Bas \| SD Worx \| 24 min 57 s \| \| 2e \| Demi Vollering \| Pays-Bas \| SD Worx \| + 1 min 06 s \| \| 3e \| Grace Brown \| Australie \| Team BikeExchange \| + 1 min 17 s \| \| 4e \| Ashleigh Moolman \| Afrique du Sud \| SD Worx \| + 1 min 30 s \| \| 5e \| Marta Cavalli \| Italie \| FDJ-Nouvelle Aquitaine-Futuroscope \| + 1 min 55 s \| \| 6e \| Juliette Labous \| France \| Team DSM \| + 2 min 14 s \| \| 7e \| Katrine Aalerud \| Norvège \| Movistar Team \| + 2 min 15 s \| \| 8e \| Lizzie Deignan \| Royaume-Uni \| Trek-Segafredo \| + 2 min 22 s \| \| 9e \| Gaia Realini \| Italie \| Isolmant-Premac-Vittoria \| + 2 min 22 s \| \| 10e \| Elisa Longo Borghini \| Italie \| Trek-Segafredo \| + 2 min 38 s \| |                      |                |                                    |              |
| |                      |                |                                    |              |
| Sources : ProCyclingStats Cycling Quotient |                      |                |                                    |              |
| Classement de l'étape |                      |                |                                    |              |
| Coureuse | Coureuse             | Pays           | Équipe                             | Temps        |
| 1re | Anna van der Breggen | Pays-Bas       | SD Worx                            | 24 min 57 s  |
| 2e | Demi Vollering       | Pays-Bas       | SD Worx                            | + 1 min 06 s |
| 3e | Grace Brown          | Australie      | Team BikeExchange                  | + 1 min 17 s |
| 4e | Ashleigh Moolman     | Afrique du Sud | SD Worx                            | + 1 min 30 s |
| 5e | Marta Cavalli        | Italie         | FDJ-Nouvelle Aquitaine-Futuroscope | + 1 min 55 s |
| 6e | Juliette Labous      | France         | Team DSM                           | + 2 min 14 s |
| 7e | Katrine Aalerud      | Norvège        | Movistar Team                      | + 2 min 15 s |
| 8e | Lizzie Deignan       | Royaume-Uni    | Trek-Segafredo                     | + 2 min 22 s |
| 9e | Gaia Realini         | Italie         | Isolmant-Premac-Vittoria           | + 2 min 22 s |
| 10e | Elisa Longo Borghini | Italie         | Trek-Segafredo                     | + 2 min 38 s |

| \| Classement général \| Classement général \| Classement général \| Classement général \| Classement général \| \| Coureuse \| Coureuse \| Pays \| Équipe \| Temps \| \| ------------------ \| -------------------- \| ------------------ \| ------------------------- \| ------------------ \| \| 1re \| Anna van der Breggen \| Pays-Bas \| SD Worx \| 7 h 40 min 53 s \| \| 2e \| Ashleigh Moolman \| Afrique du Sud \| SD Worx \| + 2 min 51 s \| \| 3e \| Demi Vollering \| Pays-Bas \| SD Worx \| + 3 min 03 s \| \| 4e \| Lizzie Deignan \| Royaume-Uni \| Trek-Segafredo \| + 5 min 53 s \| \| 5e \| Elise Chabbey \| Suisse \| Canyon-SRAM Racing \| + 6 min 12 s \| \| 6e \| Erica Magnaldi \| Italie \| Ceratizit-WNT Pro Cycling \| + 6 min 35 s \| \| 7e \| Mavi García \| Espagne \| Alé BTC Ljubljana \| + 6 min 57 s \| \| 8e \| Juliette Labous \| France \| Team DSM \| + 7 min 03 s \| \| 9e \| Niamh Fisher-Black \| Nouvelle-Zélande \| SD Worx \| + 7 min 22 s \| \| 10e \| Tatiana Guderzo \| Italie \| Alé BTC Ljubljana \| + 7 min 24 s \| |                      |                  |                           |                 |
| |                      |                  |                           |                 |
| Sources : ProCyclingStats Cycling Quotient |                      |                  |                           |                 |
| Classement général |                      |                  |                           |                 |
| Coureuse | Coureuse             | Pays             | Équipe                    | Temps           |
| 1re | Anna van der Breggen | Pays-Bas         | SD Worx                   | 7 h 40 min 53 s |
| 2e | Ashleigh Moolman     | Afrique du Sud   | SD Worx                   | + 2 min 51 s    |
| 3e | Demi Vollering       | Pays-Bas         | SD Worx                   | + 3 min 03 s    |
| 4e | Lizzie Deignan       | Royaume-Uni      | Trek-Segafredo            | + 5 min 53 s    |
| 5e | Elise Chabbey        | Suisse           | Canyon-SRAM Racing        | + 6 min 12 s    |
| 6e | Erica Magnaldi       | Italie           | Ceratizit-WNT Pro Cycling | + 6 min 35 s    |
| 7e | Mavi García          | Espagne          | Alé BTC Ljubljana         | + 6 min 57 s    |
| 8e | Juliette Labous      | France           | Team DSM                  | + 7 min 03 s    |
| 9e | Niamh Fisher-Black   | Nouvelle-Zélande | SD Worx                   | + 7 min 22 s    |
| 10e | Tatiana Guderzo      | Italie           | Alé BTC Ljubljana         | + 7 min 24 s    |

### 5eétape
Dans le second tour de circuit, Matilde Vitillo est la première à attaquer, mais est reprise. Le premier groupe à se former est constitué de Noemi Lucrezia Eremita, Silvia Zanardi, Giorgia Vettorello, Federica Piergiovanni et Maria Novolodskaya. Leur avance atteint deux minutes vingt-trois, mais l'équipe DSM contrôle la course et réduit l'écart. Novolodskaya attaque à quinze kilomètres de la ligne. Elle est reprise à environ sept kilomètres du but. Coryn Rivera lance le sprint pour Lorena Wiebes qui l'emporte devant Emma Norsgaard.
| \| Classement de l'étape \| Classement de l'étape \| Classement de l'étape \| Classement de l'étape \| Classement de l'étape \| \| Coureuse \| Coureuse \| Pays \| Équipe \| Temps \| \| --------------------- \| ------------------------- \| --------------------- \| ------------------------- \| --------------------- \| \| 1re \| Lorena Wiebes \| Pays-Bas \| Team DSM \| 2 h 49 min 15 s \| \| 2e \| Emma Norsgaard \| Danemark \| Movistar Team \| + 0 s \| \| 3e \| Marianne Vos \| Pays-Bas \| Jumbo-Visma Women Team \| + 0 s \| \| 4e \| Lucinda Brand \| Pays-Bas \| Trek-Segafredo \| + 0 s \| \| 5e \| Marta Bastianelli \| Italie \| Alé BTC Ljubljana \| + 0 s \| \| 6e \| Maria Giulia Confalonieri \| Italie \| Ceratizit-WNT Pro Cycling \| + 0 s \| \| 7e \| Sofia Bertizzolo \| Italie \| Liv Racing \| + 0 s \| \| 8e \| Eleonora Gasparrini \| Italie \| Valcar-Travel & Service \| + 0 s \| \| 9e \| Maria Vittoria Sperotto \| Italie \| A.R. Monex Women's \| + 0 s \| \| 10e \| Coryn Rivera \| États-Unis \| Team DSM \| + 0 s \| |                           |            |                           |                 |
| |                           |            |                           |                 |
| Source : ProCyclingStats |                           |            |                           |                 |
| Classement de l'étape |                           |            |                           |                 |
| Coureuse | Coureuse                  | Pays       | Équipe                    | Temps           |
| 1re | Lorena Wiebes             | Pays-Bas   | Team DSM                  | 2 h 49 min 15 s |
| 2e | Emma Norsgaard            | Danemark   | Movistar Team             | + 0 s           |
| 3e | Marianne Vos              | Pays-Bas   | Jumbo-Visma Women Team    | + 0 s           |
| 4e | Lucinda Brand             | Pays-Bas   | Trek-Segafredo            | + 0 s           |
| 5e | Marta Bastianelli         | Italie     | Alé BTC Ljubljana         | + 0 s           |
| 6e | Maria Giulia Confalonieri | Italie     | Ceratizit-WNT Pro Cycling | + 0 s           |
| 7e | Sofia Bertizzolo          | Italie     | Liv Racing                | + 0 s           |
| 8e | Eleonora Gasparrini       | Italie     | Valcar-Travel & Service   | + 0 s           |
| 9e | Maria Vittoria Sperotto   | Italie     | A.R. Monex Women's        | + 0 s           |
| 10e | Coryn Rivera              | États-Unis | Team DSM                  | + 0 s           |

| \| Classement général \| Classement général \| Classement général \| Classement général \| Classement général \| \| Coureuse \| Coureuse \| Pays \| Équipe \| Temps \| \| ------------------ \| -------------------- \| ------------------ \| ------------------------- \| ------------------ \| \| 1re \| Anna van der Breggen \| Pays-Bas \| SD Worx \| 10 h 30 min 08 s \| \| 2e \| Ashleigh Moolman \| Afrique du Sud \| SD Worx \| + 2 min 51 s \| \| 3e \| Demi Vollering \| Pays-Bas \| SD Worx \| + 3 min 03 s \| \| 4e \| Lizzie Deignan \| Royaume-Uni \| Trek-Segafredo \| + 5 min 53 s \| \| 5e \| Elise Chabbey \| Suisse \| Canyon-SRAM Racing \| + 6 min 12 s \| \| 6e \| Erica Magnaldi \| Italie \| Ceratizit-WNT Pro Cycling \| + 6 min 35 s \| \| 7e \| Mavi García \| Espagne \| Alé BTC Ljubljana \| + 6 min 57 s \| \| 8e \| Juliette Labous \| France \| Team DSM \| + 7 min 01 s \| \| 9e \| Niamh Fisher-Black \| Nouvelle-Zélande \| SD Worx \| + 7 min 22 s \| \| 10e \| Tatiana Guderzo \| Italie \| Alé BTC Ljubljana \| + 7 min 24 s \| |                      |                  |                           |                  |
| |                      |                  |                           |                  |
| Source : ProCyclingStats |                      |                  |                           |                  |
| Classement général |                      |                  |                           |                  |
| Coureuse | Coureuse             | Pays             | Équipe                    | Temps            |
| 1re | Anna van der Breggen | Pays-Bas         | SD Worx                   | 10 h 30 min 08 s |
| 2e | Ashleigh Moolman     | Afrique du Sud   | SD Worx                   | + 2 min 51 s     |
| 3e | Demi Vollering       | Pays-Bas         | SD Worx                   | + 3 min 03 s     |
| 4e | Lizzie Deignan       | Royaume-Uni      | Trek-Segafredo            | + 5 min 53 s     |
| 5e | Elise Chabbey        | Suisse           | Canyon-SRAM Racing        | + 6 min 12 s     |
| 6e | Erica Magnaldi       | Italie           | Ceratizit-WNT Pro Cycling | + 6 min 35 s     |
| 7e | Mavi García          | Espagne          | Alé BTC Ljubljana         | + 6 min 57 s     |
| 8e | Juliette Labous      | France           | Team DSM                  | + 7 min 01 s     |
| 9e | Niamh Fisher-Black   | Nouvelle-Zélande | SD Worx                   | + 7 min 22 s     |
| 10e | Tatiana Guderzo      | Italie           | Alé BTC Ljubljana         | + 7 min 24 s     |

### 6eétape
La première heure de course est très rapide avec une moyenne de 43,2 km/h. Dans ses conditions la tentative d'échappée de  Lauren Stephens est de courte durée. Au bout de soixante kilomètres, Elisa Longo Borghini attaque. Elle est rejointe par Ashleigh Moolman. À deux, elles compte deux minutes vingt-cinq d'avance à cinquante kilomètres de l'arrivée. Les équipes DSM et Jumbo-Visma mènent le peloton et reprennent l'échappée à treize kilomètres du but. Aux quatre kilomètres,  Sarah Roy passe à l'offensive. Tiffany Cromwell la suit. Les deux sont reprises aux deux kilomètres. Lorena Wiebes emmène Coryn Rivera, mais cette dernière est devancée par Emma Norsgaard.
| \| Classement de l'étape \| Classement de l'étape \| Classement de l'étape \| Classement de l'étape \| Classement de l'étape \| \| Coureuse \| Coureuse \| Pays \| Équipe \| Temps \| \| --------------------- \| ----------------------- \| --------------------- \| ------------------------- \| --------------------- \| \| 1re \| Emma Norsgaard \| Danemark \| Movistar Team \| 3 h 41 min 39 s \| \| 2e \| Coryn Rivera \| États-Unis \| Team DSM \| + 0 s \| \| 3e \| Marianne Vos \| Pays-Bas \| Jumbo-Visma Women Team \| + 0 s \| \| 4e \| Marta Bastianelli \| Italie \| Alé BTC Ljubljana \| + 0 s \| \| 5e \| Lisa Brennauer \| Allemagne \| Ceratizit-WNT Pro Cycling \| + 0 s \| \| 6e \| Lucinda Brand \| Pays-Bas \| Trek-Segafredo \| + 0 s \| \| 7e \| Ilaria Sanguineti \| Italie \| Valcar-Travel & Service \| + 0 s \| \| 8e \| Sofia Bertizzolo \| Italie \| Liv Racing \| + 0 s \| \| 9e \| Maria Vittoria Sperotto \| Italie \| A.R. Monex Women's \| + 0 s \| \| 10e \| Elena Cecchini \| Italie \| SD Worx \| + 0 s \| |                         |            |                           |                 |
| |                         |            |                           |                 |
| Source : ProCyclingStats |                         |            |                           |                 |
| Classement de l'étape |                         |            |                           |                 |
| Coureuse | Coureuse                | Pays       | Équipe                    | Temps           |
| 1re | Emma Norsgaard          | Danemark   | Movistar Team             | 3 h 41 min 39 s |
| 2e | Coryn Rivera            | États-Unis | Team DSM                  | + 0 s           |
| 3e | Marianne Vos            | Pays-Bas   | Jumbo-Visma Women Team    | + 0 s           |
| 4e | Marta Bastianelli       | Italie     | Alé BTC Ljubljana         | + 0 s           |
| 5e | Lisa Brennauer          | Allemagne  | Ceratizit-WNT Pro Cycling | + 0 s           |
| 6e | Lucinda Brand           | Pays-Bas   | Trek-Segafredo            | + 0 s           |
| 7e | Ilaria Sanguineti       | Italie     | Valcar-Travel & Service   | + 0 s           |
| 8e | Sofia Bertizzolo        | Italie     | Liv Racing                | + 0 s           |
| 9e | Maria Vittoria Sperotto | Italie     | A.R. Monex Women's        | + 0 s           |
| 10e | Elena Cecchini          | Italie     | SD Worx                   | + 0 s           |

| \| Classement général \| Classement général \| Classement général \| Classement général \| Classement général \| \| Coureuse \| Coureuse \| Pays \| Équipe \| Temps \| \| ------------------ \| -------------------- \| ------------------ \| ------------------------- \| ------------------ \| \| 1re \| Anna van der Breggen \| Pays-Bas \| SD Worx \| 14 h 11 min 47 s \| \| 2e \| Ashleigh Moolman \| Afrique du Sud \| SD Worx \| + 2 min 51 s \| \| 3e \| Demi Vollering \| Pays-Bas \| SD Worx \| + 3 min 03 s \| \| 4e \| Lizzie Deignan \| Royaume-Uni \| Trek-Segafredo \| + 5 min 53 s \| \| 5e \| Elise Chabbey \| Suisse \| Canyon-SRAM Racing \| + 6 min 12 s \| \| 6e \| Erica Magnaldi \| Italie \| Ceratizit-WNT Pro Cycling \| + 6 min 35 s \| \| 7e \| Mavi García \| Espagne \| Alé BTC Ljubljana \| + 6 min 57 s \| \| 8e \| Juliette Labous \| France \| Team DSM \| + 7 min 01 s \| \| 9e \| Niamh Fisher-Black \| Nouvelle-Zélande \| SD Worx \| + 7 min 22 s \| \| 10e \| Tatiana Guderzo \| Italie \| Alé BTC Ljubljana \| + 7 min 24 s \| |                      |                  |                           |                  |
| |                      |                  |                           |                  |
| Source : ProCyclingStats |                      |                  |                           |                  |
| Classement général |                      |                  |                           |                  |
| Coureuse | Coureuse             | Pays             | Équipe                    | Temps            |
| 1re | Anna van der Breggen | Pays-Bas         | SD Worx                   | 14 h 11 min 47 s |
| 2e | Ashleigh Moolman     | Afrique du Sud   | SD Worx                   | + 2 min 51 s     |
| 3e | Demi Vollering       | Pays-Bas         | SD Worx                   | + 3 min 03 s     |
| 4e | Lizzie Deignan       | Royaume-Uni      | Trek-Segafredo            | + 5 min 53 s     |
| 5e | Elise Chabbey        | Suisse           | Canyon-SRAM Racing        | + 6 min 12 s     |
| 6e | Erica Magnaldi       | Italie           | Ceratizit-WNT Pro Cycling | + 6 min 35 s     |
| 7e | Mavi García          | Espagne          | Alé BTC Ljubljana         | + 6 min 57 s     |
| 8e | Juliette Labous      | France           | Team DSM                  | + 7 min 01 s     |
| 9e | Niamh Fisher-Black   | Nouvelle-Zélande | SD Worx                   | + 7 min 22 s     |
| 10e | Tatiana Guderzo      | Italie           | Alé BTC Ljubljana         | + 7 min 24 s     |

### 7eétape
La première échappée est constituée de : Matilde Vitillo et Riejanne Markus. L'écart atteint une minute trente, mais elles sont reprises avant la fin du premier tour. Lucinda Brand part ensuite seule. Elle a également une minute trente d'avance. À trente kilomètres de l'arrivée, un groupe de poursuite se forme. Il s'agit de : Eugénie Duval, Sofia Bertizzolo, Coryn Rivera, Alexis Ryan et Leah Thomas. Elles reviennent sur la tête cinq kilomètres plus loin. Un regroupement général a néanmoins rapidement lieu. Marta Jaskulska tente sa chance sans succès. Dans l'avant dernière montée, SD Worx mène le peloton. Marta Bastianelli sort à dix kilomètres de la ligne. Jeanne Korevaar  part en poursuite. Au six kilomètres, le peloton est de nouveau groupé. Peu avant la flamme rouge, c'est au tour de Tiffany Cromwell d'attaquer nettement. Cela oblige Elisa Longo Borghini à prendre personnellement en main sa poursuite. Elle est suivie par Marianne Vos. Elles rattrapent et dépassent Cromwell. Dans les derniers mètres, Marianne Vos passe Elisa Longo Borghini pour s'imposer. C'est sa trentième victoire sur le Tour d'Italie.
| \| Classement de l'étape \| Classement de l'étape \| Classement de l'étape \| Classement de l'étape \| Classement de l'étape \| \| Coureuse \| Coureuse \| Pays \| Équipe \| Temps \| \| --------------------- \| --------------------- \| --------------------- \| ---------------------------------- \| --------------------- \| \| 1re \| Marianne Vos \| Pays-Bas \| Jumbo-Visma Women Team \| 2 h 48 min 31 s \| \| 2e \| Elisa Longo Borghini \| Italie \| Trek-Segafredo \| + 0 s \| \| 3e \| Anna van der Breggen \| Pays-Bas \| SD Worx \| + 0 s \| \| 4e \| Demi Vollering \| Pays-Bas \| SD Worx \| + 0 s \| \| 5e \| Soraya Paladin \| Italie \| Liv Racing \| + 0 s \| \| 6e \| Juliette Labous \| France \| Team DSM \| + 0 s \| \| 7e \| Marta Cavalli \| Italie \| FDJ-Nouvelle Aquitaine-Futuroscope \| + 0 s \| \| 8e \| Ashleigh Moolman \| Afrique du Sud \| SD Worx \| + 0 s \| \| 9e \| Ilaria Sanguineti \| Italie \| Valcar-Travel & Service \| + 0 s \| \| 10e \| Mavi García \| Espagne \| Alé BTC Ljubljana \| + 0 s \| |                      |                |                                    |                 |
| |                      |                |                                    |                 |
| Source : ProCyclingStats |                      |                |                                    |                 |
| Classement de l'étape |                      |                |                                    |                 |
| Coureuse | Coureuse             | Pays           | Équipe                             | Temps           |
| 1re | Marianne Vos         | Pays-Bas       | Jumbo-Visma Women Team             | 2 h 48 min 31 s |
| 2e | Elisa Longo Borghini | Italie         | Trek-Segafredo                     | + 0 s           |
| 3e | Anna van der Breggen | Pays-Bas       | SD Worx                            | + 0 s           |
| 4e | Demi Vollering       | Pays-Bas       | SD Worx                            | + 0 s           |
| 5e | Soraya Paladin       | Italie         | Liv Racing                         | + 0 s           |
| 6e | Juliette Labous      | France         | Team DSM                           | + 0 s           |
| 7e | Marta Cavalli        | Italie         | FDJ-Nouvelle Aquitaine-Futuroscope | + 0 s           |
| 8e | Ashleigh Moolman     | Afrique du Sud | SD Worx                            | + 0 s           |
| 9e | Ilaria Sanguineti    | Italie         | Valcar-Travel & Service            | + 0 s           |
| 10e | Mavi García          | Espagne        | Alé BTC Ljubljana                  | + 0 s           |

| \| Classement général \| Classement général \| Classement général \| Classement général \| Classement général \| \| Coureuse \| Coureuse \| Pays \| Équipe \| Temps \| \| ------------------ \| -------------------- \| ------------------ \| ------------------------- \| ------------------ \| \| 1re \| Anna van der Breggen \| Pays-Bas \| SD Worx \| 17 h 00 min 14 s \| \| 2e \| Ashleigh Moolman \| Afrique du Sud \| SD Worx \| + 2 min 55 s \| \| 3e \| Demi Vollering \| Pays-Bas \| SD Worx \| + 3 min 07 s \| \| 4e \| Lizzie Deignan \| Royaume-Uni \| Trek-Segafredo \| + 5 min 56 s \| \| 5e \| Elise Chabbey \| Suisse \| Canyon-SRAM Racing \| + 6 min 27 s \| \| 6e \| Erica Magnaldi \| Italie \| Ceratizit-WNT Pro Cycling \| + 6 min 39 s \| \| 7e \| Mavi García \| Espagne \| Alé BTC Ljubljana \| + 7 min 01 s \| \| 8e \| Juliette Labous \| France \| Team DSM \| + 7 min 05 s \| \| 9e \| Tatiana Guderzo \| Italie \| Alé BTC Ljubljana \| + 7 min 28 s \| \| 10e \| Niamh Fisher-Black \| Nouvelle-Zélande \| SD Worx \| + 7 min 50 s \| |                      |                  |                           |                  |
| |                      |                  |                           |                  |
| Source : ProCyclingStats |                      |                  |                           |                  |
| Classement général |                      |                  |                           |                  |
| Coureuse | Coureuse             | Pays             | Équipe                    | Temps            |
| 1re | Anna van der Breggen | Pays-Bas         | SD Worx                   | 17 h 00 min 14 s |
| 2e | Ashleigh Moolman     | Afrique du Sud   | SD Worx                   | + 2 min 55 s     |
| 3e | Demi Vollering       | Pays-Bas         | SD Worx                   | + 3 min 07 s     |
| 4e | Lizzie Deignan       | Royaume-Uni      | Trek-Segafredo            | + 5 min 56 s     |
| 5e | Elise Chabbey        | Suisse           | Canyon-SRAM Racing        | + 6 min 27 s     |
| 6e | Erica Magnaldi       | Italie           | Ceratizit-WNT Pro Cycling | + 6 min 39 s     |
| 7e | Mavi García          | Espagne          | Alé BTC Ljubljana         | + 7 min 01 s     |
| 8e | Juliette Labous      | France           | Team DSM                  | + 7 min 05 s     |
| 9e | Tatiana Guderzo      | Italie           | Alé BTC Ljubljana         | + 7 min 28 s     |
| 10e | Niamh Fisher-Black   | Nouvelle-Zélande | SD Worx                   | + 7 min 50 s     |

### 8eétape
Le peloton reste groupé en début d'étape. Au bout de cinquante-deux kilomètres, Anastasia Carbonari sort. Elle est rapidement rejointe par Natalya Studenikina et Giorgia Vettorello. Le peloton est mené par l'équipe DSM et reprend le groupe à six kilomètres de l'arrivée. Le match entre les équipes Movistar et DSM tourne à l'avantage de la dernière avec Coryn Rivera qui lance Lorena Wiebes qui s'impose avec un vélo d'avance devant Emma Norsgaard.
| \| Classement de l'étape \| Classement de l'étape \| Classement de l'étape \| Classement de l'étape \| Classement de l'étape \| \| Coureuse \| Coureuse \| Pays \| Équipe \| Temps \| \| --------------------- \| ----------------------- \| --------------------- \| ------------------------- \| --------------------- \| \| 1re \| Lorena Wiebes \| Pays-Bas \| Team DSM \| 3 h 10 min 01 s \| \| 2e \| Emma Norsgaard \| Danemark \| Movistar Team \| + 0 s \| \| 3e \| Maria Vittoria Sperotto \| Italie \| A.R. Monex Women's \| + 0 s \| \| 4e \| Lisa Brennauer \| Allemagne \| Ceratizit-WNT Pro Cycling \| + 0 s \| \| 5e \| Marianne Vos \| Pays-Bas \| Jumbo-Visma Women Team \| + 0 s \| \| 6e \| Marta Bastianelli \| Italie \| Alé BTC Ljubljana \| + 0 s \| \| 7e \| Elena Cecchini \| Italie \| SD Worx \| + 0 s \| \| 8e \| Sofia Bertizzolo \| Italie \| Liv Racing \| + 0 s \| \| 9e \| Ilaria Sanguineti \| Italie \| Valcar-Travel & Service \| + 0 s \| \| 10e \| Lucinda Brand \| Pays-Bas \| Trek-Segafredo \| + 0 s \| |                         |           |                           |                 |
| |                         |           |                           |                 |
| Source : ProCyclingStats |                         |           |                           |                 |
| Classement de l'étape |                         |           |                           |                 |
| Coureuse | Coureuse                | Pays      | Équipe                    | Temps           |
| 1re | Lorena Wiebes           | Pays-Bas  | Team DSM                  | 3 h 10 min 01 s |
| 2e | Emma Norsgaard          | Danemark  | Movistar Team             | + 0 s           |
| 3e | Maria Vittoria Sperotto | Italie    | A.R. Monex Women's        | + 0 s           |
| 4e | Lisa Brennauer          | Allemagne | Ceratizit-WNT Pro Cycling | + 0 s           |
| 5e | Marianne Vos            | Pays-Bas  | Jumbo-Visma Women Team    | + 0 s           |
| 6e | Marta Bastianelli       | Italie    | Alé BTC Ljubljana         | + 0 s           |
| 7e | Elena Cecchini          | Italie    | SD Worx                   | + 0 s           |
| 8e | Sofia Bertizzolo        | Italie    | Liv Racing                | + 0 s           |
| 9e | Ilaria Sanguineti       | Italie    | Valcar-Travel & Service   | + 0 s           |
| 10e | Lucinda Brand           | Pays-Bas  | Trek-Segafredo            | + 0 s           |

| \| Classement général \| Classement général \| Classement général \| Classement général \| Classement général \| \| Coureuse \| Coureuse \| Pays \| Équipe \| Temps \| \| ------------------ \| -------------------- \| ------------------ \| ------------------------- \| ------------------ \| \| 1re \| Anna van der Breggen \| Pays-Bas \| SD Worx \| 20 h 10 min 15 s \| \| 2e \| Ashleigh Moolman \| Afrique du Sud \| SD Worx \| + 2 min 55 s \| \| 3e \| Demi Vollering \| Pays-Bas \| SD Worx \| + 3 min 07 s \| \| 4e \| Lizzie Deignan \| Royaume-Uni \| Trek-Segafredo \| + 5 min 56 s \| \| 5e \| Elise Chabbey \| Suisse \| Canyon-SRAM Racing \| + 6 min 27 s \| \| 6e \| Erica Magnaldi \| Italie \| Ceratizit-WNT Pro Cycling \| + 6 min 39 s \| \| 7e \| Mavi García \| Espagne \| Alé BTC Ljubljana \| + 7 min 01 s \| \| 8e \| Juliette Labous \| France \| Team DSM \| + 7 min 05 s \| \| 9e \| Tatiana Guderzo \| Italie \| Alé BTC Ljubljana \| + 7 min 28 s \| \| 10e \| Niamh Fisher-Black \| Nouvelle-Zélande \| SD Worx \| + 7 min 50 s \| |                      |                  |                           |                  |
| |                      |                  |                           |                  |
| Source : ProCyclingStats |                      |                  |                           |                  |
| Classement général |                      |                  |                           |                  |
| Coureuse | Coureuse             | Pays             | Équipe                    | Temps            |
| 1re | Anna van der Breggen | Pays-Bas         | SD Worx                   | 20 h 10 min 15 s |
| 2e | Ashleigh Moolman     | Afrique du Sud   | SD Worx                   | + 2 min 55 s     |
| 3e | Demi Vollering       | Pays-Bas         | SD Worx                   | + 3 min 07 s     |
| 4e | Lizzie Deignan       | Royaume-Uni      | Trek-Segafredo            | + 5 min 56 s     |
| 5e | Elise Chabbey        | Suisse           | Canyon-SRAM Racing        | + 6 min 27 s     |
| 6e | Erica Magnaldi       | Italie           | Ceratizit-WNT Pro Cycling | + 6 min 39 s     |
| 7e | Mavi García          | Espagne          | Alé BTC Ljubljana         | + 7 min 01 s     |
| 8e | Juliette Labous      | France           | Team DSM                  | + 7 min 05 s     |
| 9e | Tatiana Guderzo      | Italie           | Alé BTC Ljubljana         | + 7 min 28 s     |
| 10e | Niamh Fisher-Black   | Nouvelle-Zélande | SD Worx                   | + 7 min 50 s     |

### 9eétape
Marianne Vos est non-partante pour préparer les Jeux olympiques alors qu'elle porte le maillot cyclamen. L'échappée est constituée de : Letizia Borghesi, Asia Zontone et Giorgia Vettorello. À cinquante kilomètres de l'arrivée, elles ont trois minutes vingt-huit d'avance sur le peloton. Dans le col de Stregna, Borghesi part seule. Elle est néanmoins reprise à deux kilomètres du sommet. C'est le moment que choisissent Elisa Longo Borghini et Ashleigh Moolman pour passer à l'offensive. Elles passent au sommet avec trente secondes d'avance. Elise Chabbey et Lucinda Brand partent en poursuite dans la descente, mais elles sont reprises. Dans la descente, Sofia Bertizzolo et Clara Koppenburg chutent. Borghini et Moolman arrivent au pied du mont Matajur avec deux minutes dix-huit d'avance. Un nouveau groupe de chasse avec Anouska Koster et Marta Bastianelli sort dans la partie plate, mais sans succès. À huit kilomètres de l'arrivée, Ashleigh Moolman part seule et va s'imposer seule. C'est sa première victoire sur le Tour d'Italie. Derrière, Elisa Longo Borghini est dépassée. Demi Vollering est deuxième de l'étape devant Anna van der Breggen, SD Worx réalise donc un triplé.
| \| Classement de l'étape \| Classement de l'étape \| Classement de l'étape \| Classement de l'étape \| Classement de l'étape \| \| Coureuse \| Coureuse \| Pays \| Équipe \| Temps \| \| --------------------- \| --------------------- \| --------------------- \| ---------------------------------- \| --------------------- \| \| 1re \| Ashleigh Moolman \| Afrique du Sud \| SD Worx \| 3 h 52 min 35 s \| \| 2e \| Demi Vollering \| Pays-Bas \| SD Worx \| + 1 min 26 s \| \| 3e \| Anna van der Breggen \| Pays-Bas \| SD Worx \| + 1 min 26 s \| \| 4e \| Marta Cavalli \| Italie \| FDJ-Nouvelle Aquitaine-Futuroscope \| + 1 min 39 s \| \| 5e \| Lizzie Deignan \| Royaume-Uni \| Trek-Segafredo \| + 2 min 14 s \| \| 6e \| Mavi García \| Espagne \| Alé BTC Ljubljana \| + 2 min 27 s \| \| 7e \| Juliette Labous \| France \| Team DSM \| + 2 min 37 s \| \| 8e \| Tatiana Guderzo \| Italie \| Alé BTC Ljubljana \| + 2 min 46 s \| \| 9e \| Niamh Fisher-Black \| Nouvelle-Zélande \| SD Worx \| + 2 min 56 s \| \| 10e \| Évita Muzic \| France \| FDJ-Nouvelle Aquitaine-Futuroscope \| + 3 min 25 s \| |                      |                  |                                    |                 |
| |                      |                  |                                    |                 |
| Source : ProCyclingStats |                      |                  |                                    |                 |
| Classement de l'étape |                      |                  |                                    |                 |
| Coureuse | Coureuse             | Pays             | Équipe                             | Temps           |
| 1re | Ashleigh Moolman     | Afrique du Sud   | SD Worx                            | 3 h 52 min 35 s |
| 2e | Demi Vollering       | Pays-Bas         | SD Worx                            | + 1 min 26 s    |
| 3e | Anna van der Breggen | Pays-Bas         | SD Worx                            | + 1 min 26 s    |
| 4e | Marta Cavalli        | Italie           | FDJ-Nouvelle Aquitaine-Futuroscope | + 1 min 39 s    |
| 5e | Lizzie Deignan       | Royaume-Uni      | Trek-Segafredo                     | + 2 min 14 s    |
| 6e | Mavi García          | Espagne          | Alé BTC Ljubljana                  | + 2 min 27 s    |
| 7e | Juliette Labous      | France           | Team DSM                           | + 2 min 37 s    |
| 8e | Tatiana Guderzo      | Italie           | Alé BTC Ljubljana                  | + 2 min 46 s    |
| 9e | Niamh Fisher-Black   | Nouvelle-Zélande | SD Worx                            | + 2 min 56 s    |
| 10e | Évita Muzic          | France           | FDJ-Nouvelle Aquitaine-Futuroscope | + 3 min 25 s    |

| \| Classement général \| Classement général \| Classement général \| Classement général \| Classement général \| \| Coureuse \| Coureuse \| Pays \| Équipe \| Temps \| \| ------------------ \| -------------------- \| ------------------ \| ---------------------------------- \| ------------------ \| \| 1re \| Anna van der Breggen \| Pays-Bas \| SD Worx \| 24 h 04 min 12 s \| \| 2e \| Ashleigh Moolman \| Afrique du Sud \| SD Worx \| + 1 min 23 s \| \| 3e \| Demi Vollering \| Pays-Bas \| SD Worx \| + 3 min 05 s \| \| 4e \| Lizzie Deignan \| Royaume-Uni \| Trek-Segafredo \| + 6 min 48 s \| \| 5e \| Mavi García \| Espagne \| Alé BTC Ljubljana \| + 8 min 06 s \| \| 6e \| Marta Cavalli \| Italie \| FDJ-Nouvelle Aquitaine-Futuroscope \| + 8 min 09 s \| \| 7e \| Juliette Labous \| France \| Team DSM \| + 8 min 20 s \| \| 8e \| Tatiana Guderzo \| Italie \| Alé BTC Ljubljana \| + 8 min 52 s \| \| 9e \| Niamh Fisher-Black \| Nouvelle-Zélande \| SD Worx \| + 9 min 24 s \| \| 10e \| Gaia Realini \| Italie \| Isolmant-Premac-Vittoria \| + 10 min 33 s \| |                      |                  |                                    |                  |
| |                      |                  |                                    |                  |
| Source : ProCyclingStats |                      |                  |                                    |                  |
| Classement général |                      |                  |                                    |                  |
| Coureuse | Coureuse             | Pays             | Équipe                             | Temps            |
| 1re | Anna van der Breggen | Pays-Bas         | SD Worx                            | 24 h 04 min 12 s |
| 2e | Ashleigh Moolman     | Afrique du Sud   | SD Worx                            | + 1 min 23 s     |
| 3e | Demi Vollering       | Pays-Bas         | SD Worx                            | + 3 min 05 s     |
| 4e | Lizzie Deignan       | Royaume-Uni      | Trek-Segafredo                     | + 6 min 48 s     |
| 5e | Mavi García          | Espagne          | Alé BTC Ljubljana                  | + 8 min 06 s     |
| 6e | Marta Cavalli        | Italie           | FDJ-Nouvelle Aquitaine-Futuroscope | + 8 min 09 s     |
| 7e | Juliette Labous      | France           | Team DSM                           | + 8 min 20 s     |
| 8e | Tatiana Guderzo      | Italie           | Alé BTC Ljubljana                  | + 8 min 52 s     |
| 9e | Niamh Fisher-Black   | Nouvelle-Zélande | SD Worx                            | + 9 min 24 s     |
| 10e | Gaia Realini         | Italie           | Isolmant-Premac-Vittoria           | + 10 min 33 s    |

### 10eétape
Dans la côte de Sovenza, Lucinda Brand attaque afin de défendre son maillot de meilleure grimpeuse. Elle est accompagnée de : Anna van der Breggen, Lizzie Deignan, Elise Chabbey et Coryn Rivera. Dans la deuxième ascension de l'étape, un groupe de poursuite de onze athlètes se forme, mais est repris. L'avance du groupe de tête dépasse légèrement les deux minutes. À quinze kilomètres du but, une accélération de Rivera lâche Brand qui a beaucoup travaillé dans l'échappée. Dans la côte de Ruttars, Sofia Bertizzolo sort du peloton afin de revenir sur la tête. Elle est reprise. À six kilomètres de l'arrivée, l'avance du groupe de tête est de trente secondes. La victoire se dispute au sprint entre Rivera et Deignan, la première s'imposant. Derrière, Emma Norsgaard remporte le sprint du peloton. Anna van der Breggen remporte le classement général.
| \| Classement de l'étape \| Classement de l'étape \| Classement de l'étape \| Classement de l'étape \| Classement de l'étape \| \| Coureuse \| Coureuse \| Pays \| Équipe \| Temps \| \| --------------------- \| --------------------- \| --------------------- \| ----------------------- \| --------------------- \| \| 1re \| Coryn Rivera \| États-Unis \| Team DSM \| 2 h 56 min 40 s \| \| 2e \| Lizzie Deignan \| Royaume-Uni \| Trek-Segafredo \| + 0 s \| \| 3e \| Elise Chabbey \| Suisse \| Canyon-SRAM Racing \| + 3 s \| \| 4e \| Anna van der Breggen \| Pays-Bas \| SD Worx \| + 3 s \| \| 5e \| Emma Norsgaard \| Danemark \| Movistar Team \| + 23 s \| \| 6e \| Liane Lippert \| Allemagne \| Team DSM \| + 23 s \| \| 7e \| Ilaria Sanguineti \| Italie \| Valcar-Travel & Service \| + 23 s \| \| 8e \| Anouska Koster \| Pays-Bas \| Jumbo-Visma Women Team \| + 23 s \| \| 9e \| Sofia Bertizzolo \| Italie \| Liv Racing \| + 23 s \| \| 10e \| Alexis Magner \| États-Unis \| Canyon-SRAM Racing \| + 23 s \| |                      |             |                         |                 |
| |                      |             |                         |                 |
| Source : ProCyclingStats |                      |             |                         |                 |
| Classement de l'étape |                      |             |                         |                 |
| Coureuse | Coureuse             | Pays        | Équipe                  | Temps           |
| 1re | Coryn Rivera         | États-Unis  | Team DSM                | 2 h 56 min 40 s |
| 2e | Lizzie Deignan       | Royaume-Uni | Trek-Segafredo          | + 0 s           |
| 3e | Elise Chabbey        | Suisse      | Canyon-SRAM Racing      | + 3 s           |
| 4e | Anna van der Breggen | Pays-Bas    | SD Worx                 | + 3 s           |
| 5e | Emma Norsgaard       | Danemark    | Movistar Team           | + 23 s          |
| 6e | Liane Lippert        | Allemagne   | Team DSM                | + 23 s          |
| 7e | Ilaria Sanguineti    | Italie      | Valcar-Travel & Service | + 23 s          |
| 8e | Anouska Koster       | Pays-Bas    | Jumbo-Visma Women Team  | + 23 s          |
| 9e | Sofia Bertizzolo     | Italie      | Liv Racing              | + 23 s          |
| 10e | Alexis Magner        | États-Unis  | Canyon-SRAM Racing      | + 23 s          |

## Classements finals

### Classement général final
| \| Classement général \| Classement général \| Classement général \| Classement général \| Classement général \| \| Coureuse \| Coureuse \| Pays \| Équipe \| Temps \| \| ------------------ \| -------------------- \| ------------------ \| ---------------------------------- \| ------------------ \| \| 1re \| Anna van der Breggen \| Pays-Bas \| SD Worx \| 27 h 00 min 55 s \| \| 2e \| Ashleigh Moolman \| Afrique du Sud \| SD Worx \| + 1 min 43 s \| \| 3e \| Demi Vollering \| Pays-Bas \| SD Worx \| + 3 min 25 s \| \| 4e \| Lizzie Deignan \| Royaume-Uni \| Trek-Segafredo \| + 6 min 39 s \| \| 5e \| Mavi García \| Espagne \| Alé BTC Ljubljana \| + 8 min 26 s \| \| 6e \| Marta Cavalli \| Italie \| FDJ-Nouvelle Aquitaine-Futuroscope \| + 8 min 29 s \| \| 7e \| Juliette Labous \| France \| Team DSM \| + 8 min 40 s \| \| 8e \| Tatiana Guderzo \| Italie \| Alé BTC Ljubljana \| + 9 min 12 s \| \| 9e \| Niamh Fisher-Black \| Nouvelle-Zélande \| SD Worx \| + 9 min 44 s \| \| 10e \| Elise Chabbey \| Suisse \| Canyon-SRAM Racing \| + 10 min 42 s \| |                      |                  |                                    |                  |
| |                      |                  |                                    |                  |
| Source : ProCyclingStats |                      |                  |                                    |                  |
| Classement général |                      |                  |                                    |                  |
| Coureuse | Coureuse             | Pays             | Équipe                             | Temps            |
| 1re | Anna van der Breggen | Pays-Bas         | SD Worx                            | 27 h 00 min 55 s |
| 2e | Ashleigh Moolman     | Afrique du Sud   | SD Worx                            | + 1 min 43 s     |
| 3e | Demi Vollering       | Pays-Bas         | SD Worx                            | + 3 min 25 s     |
| 4e | Lizzie Deignan       | Royaume-Uni      | Trek-Segafredo                     | + 6 min 39 s     |
| 5e | Mavi García          | Espagne          | Alé BTC Ljubljana                  | + 8 min 26 s     |
| 6e | Marta Cavalli        | Italie           | FDJ-Nouvelle Aquitaine-Futuroscope | + 8 min 29 s     |
| 7e | Juliette Labous      | France           | Team DSM                           | + 8 min 40 s     |
| 8e | Tatiana Guderzo      | Italie           | Alé BTC Ljubljana                  | + 9 min 12 s     |
| 9e | Niamh Fisher-Black   | Nouvelle-Zélande | SD Worx                            | + 9 min 44 s     |
| 10e | Elise Chabbey        | Suisse           | Canyon-SRAM Racing                 | + 10 min 42 s    |

### Points attribués
| Position           | 1er | 2e  | 3e  | 4e  | 5e | 6e | 7e | 8e | 9e | 10e | 11e | 12e | 13e | 14e | 15e | 16e à 25e | 26e à 30e |
| Classement général | 200 | 150 | 125 | 100 | 85 | 70 | 60 | 50 | 40 | 35  | 30  | 25  | 20  | 15  | 10  | 5         | 3         |
| Par étape          | 25  | 20  | 15  | 12  | 10 | 8  | 6  | 4  |    |     |     |     |     |     |     |           |           |
| Leader, par étape  | 5   |     |     |     |    |    |    |    |    |     |     |     |     |     |     |           |           |

### Classements annexes
| Classement par points | Classement par points | Classement par points | Classement par points              | Classement par points |
| Coureuse              | Coureuse              | Pays                  | Équipe                             | Points                |
| --------------------- | --------------------- | --------------------- | ---------------------------------- | --------------------- |
| 1re                   | Anna van der Breggen  | Pays-Bas              | SD Worx                            | 58 pts                |
| 2e                    | Emma Norsgaard        | Danemark              | Movistar Team                      | 49 pts                |
| 3e                    | Demi Vollering        | Pays-Bas              | SD Worx                            | 42 pts                |
| 4e                    | Ashleigh Moolman      | Afrique du Sud        | SD Worx                            | 38 pts                |
| 5e                    | Coryn Rivera          | États-Unis            | Team DSM                           | 33 pts                |
| 6e                    | Lorena Wiebes         | Pays-Bas              | Team DSM                           | 30 pts                |
| 7e                    | Marta Cavalli         | Italie                | FDJ-Nouvelle Aquitaine-Futuroscope | 26 pts                |
| 8e                    | Lucinda Brand         | Pays-Bas              | Trek-Segafredo                     | 26 pts                |
| 9e                    | Marta Bastianelli     | Italie                | Alé BTC Ljubljana                  | 22 pts                |
| 10e                   | Lizzie Deignan        | Royaume-Uni           | Trek-Segafredo                     | 21 pts                |

| Classement par points | Classement par points | Classement par points | Classement par points              | Classement par points |
| Coureuse              | Coureuse              | Pays                  | Équipe                             | Points                |
| --------------------- | --------------------- | --------------------- | ---------------------------------- | --------------------- |
| 1re                   | Anna van der Breggen  | Pays-Bas              | SD Worx                            | 58 pts                |
| 2e                    | Emma Norsgaard        | Danemark              | Movistar Team                      | 49 pts                |
| 3e                    | Demi Vollering        | Pays-Bas              | SD Worx                            | 42 pts                |
| 4e                    | Ashleigh Moolman      | Afrique du Sud        | SD Worx                            | 38 pts                |
| 5e                    | Coryn Rivera          | États-Unis            | Team DSM                           | 33 pts                |
| 6e                    | Lorena Wiebes         | Pays-Bas              | Team DSM                           | 30 pts                |
| 7e                    | Marta Cavalli         | Italie                | FDJ-Nouvelle Aquitaine-Futuroscope | 26 pts                |
| 8e                    | Lucinda Brand         | Pays-Bas              | Trek-Segafredo                     | 26 pts                |
| 9e                    | Marta Bastianelli     | Italie                | Alé BTC Ljubljana                  | 22 pts                |
| 10e                   | Lizzie Deignan        | Royaume-Uni           | Trek-Segafredo                     | 21 pts                |

| Classement de la montagne | Classement de la montagne | Classement de la montagne | Classement de la montagne          | Classement de la montagne |
| Coureuse                  | Coureuse                  | Pays                      | Équipe                             | Points                    |
| ------------------------- | ------------------------- | ------------------------- | ---------------------------------- | ------------------------- |
| 1re                       | Lucinda Brand             | Pays-Bas                  | Trek-Segafredo                     | 47 pts                    |
| 2e                        | Ashleigh Moolman          | Afrique du Sud            | SD Worx                            | 31 pts                    |
| 3e                        | Anna van der Breggen      | Pays-Bas                  | SD Worx                            | 29 pts                    |
| 4e                        | Elise Chabbey             | Suisse                    | Canyon-SRAM Racing                 | 29 pts                    |
| 5e                        | Lizzie Deignan            | Royaume-Uni               | Trek-Segafredo                     | 26 pts                    |
| 6e                        | Demi Vollering            | Pays-Bas                  | SD Worx                            | 25 pts                    |
| 7e                        | Liane Lippert             | Allemagne                 | Team DSM                           | 18 pts                    |
| 8e                        | Coryn Rivera              | États-Unis                | Team DSM                           | 16 pts                    |
| 9e                        | Marta Cavalli             | Italie                    | FDJ-Nouvelle Aquitaine-Futuroscope | 16 pts                    |
| 10e                       | Elisa Longo Borghini      | Italie                    | Trek-Segafredo                     | 12 pts                    |

| Classement de la montagne | Classement de la montagne | Classement de la montagne | Classement de la montagne          | Classement de la montagne |
| Coureuse                  | Coureuse                  | Pays                      | Équipe                             | Points                    |
| ------------------------- | ------------------------- | ------------------------- | ---------------------------------- | ------------------------- |
| 1re                       | Lucinda Brand             | Pays-Bas                  | Trek-Segafredo                     | 47 pts                    |
| 2e                        | Ashleigh Moolman          | Afrique du Sud            | SD Worx                            | 31 pts                    |
| 3e                        | Anna van der Breggen      | Pays-Bas                  | SD Worx                            | 29 pts                    |
| 4e                        | Elise Chabbey             | Suisse                    | Canyon-SRAM Racing                 | 29 pts                    |
| 5e                        | Lizzie Deignan            | Royaume-Uni               | Trek-Segafredo                     | 26 pts                    |
| 6e                        | Demi Vollering            | Pays-Bas                  | SD Worx                            | 25 pts                    |
| 7e                        | Liane Lippert             | Allemagne                 | Team DSM                           | 18 pts                    |
| 8e                        | Coryn Rivera              | États-Unis                | Team DSM                           | 16 pts                    |
| 9e                        | Marta Cavalli             | Italie                    | FDJ-Nouvelle Aquitaine-Futuroscope | 16 pts                    |
| 10e                       | Elisa Longo Borghini      | Italie                    | Trek-Segafredo                     | 12 pts                    |

| Classement du meilleur jeune | Classement du meilleur jeune | Classement du meilleur jeune | Classement du meilleur jeune       | Classement du meilleur jeune |
| Coureuse                     | Coureuse                     | Pays                         | Équipe                             | Temps                        |
| ---------------------------- | ---------------------------- | ---------------------------- | ---------------------------------- | ---------------------------- |
| 1re                          | Niamh Fisher-Black           | Nouvelle-Zélande             | SD Worx                            | 27 h 10 min 39 s             |
| 2e                           | Gaia Realini                 | Italie                       | Isolmant-Premac-Vittoria           | + 1 min 09 s                 |
| 3e                           | Évita Muzic                  | France                       | FDJ-Nouvelle Aquitaine-Futuroscope | + 1 min 55 s                 |
| 4e                           | Barbara Malcotti             | Italie                       | Valcar-Travel & Service            | + 15 min 04 s                |
| 5e                           | Silke Smulders               | Pays-Bas                     | Lotto Soudal Ladies                | + 21 min 07 s                |
| 6e                           | Léa Curinier                 | France                       | Arkéa Pro Cycling Team             | + 25 min 02 s                |
| 7e                           | Lorena Wiebes                | Pays-Bas                     | Team DSM                           | + 37 min 21 s                |
| 8e                           | Camilla Alessio              | Italie                       | Bepink                             | + 42 min 24 s                |
| 9e                           | Maria Novolodskaya           | Russie                       | A.R. Monex Women's                 | + 43 min 23 s                |
| 10e                          | Emma Norsgaard               | Danemark                     | Movistar Team                      | + 47 min 23 s                |

| Classement du meilleur jeune | Classement du meilleur jeune | Classement du meilleur jeune | Classement du meilleur jeune       | Classement du meilleur jeune |
| Coureuse                     | Coureuse                     | Pays                         | Équipe                             | Temps                        |
| ---------------------------- | ---------------------------- | ---------------------------- | ---------------------------------- | ---------------------------- |
| 1re                          | Niamh Fisher-Black           | Nouvelle-Zélande             | SD Worx                            | 27 h 10 min 39 s             |
| 2e                           | Gaia Realini                 | Italie                       | Isolmant-Premac-Vittoria           | + 1 min 09 s                 |
| 3e                           | Évita Muzic                  | France                       | FDJ-Nouvelle Aquitaine-Futuroscope | + 1 min 55 s                 |
| 4e                           | Barbara Malcotti             | Italie                       | Valcar-Travel & Service            | + 15 min 04 s                |
| 5e                           | Silke Smulders               | Pays-Bas                     | Lotto Soudal Ladies                | + 21 min 07 s                |
| 6e                           | Léa Curinier                 | France                       | Arkéa Pro Cycling Team             | + 25 min 02 s                |
| 7e                           | Lorena Wiebes                | Pays-Bas                     | Team DSM                           | + 37 min 21 s                |
| 8e                           | Camilla Alessio              | Italie                       | Bepink                             | + 42 min 24 s                |
| 9e                           | Maria Novolodskaya           | Russie                       | A.R. Monex Women's                 | + 43 min 23 s                |
| 10e                          | Emma Norsgaard               | Danemark                     | Movistar Team                      | + 47 min 23 s                |

## Évolution des classements
| Étape              |                              | Vainqueur _          | Classement général   | Classement par points | Meilleure grimpeuse  | Meilleure jeune    |
| ------------------ | ---------------------------- | -------------------- | -------------------- | --------------------- | -------------------- | ------------------ |
| 1re étape          | contre-la-montre par équipes | Trek-Segafredo       | Ruth Edwards         | non attribué          | non attribué         | Niamh Fisher-Black |
| 2e étape           | étape de montagne            | Anna van der Breggen | Anna van der Breggen | Anna van der Breggen  | Anna van der Breggen | Niamh Fisher-Black |
| 3e étape           | étape vallonnée              | Marianne Vos         | Anna van der Breggen | Anna van der Breggen  | Elise Chabbey        | Niamh Fisher-Black |
| 4e étape           | contre-la-montre en côte     | Anna van der Breggen | Anna van der Breggen | Anna van der Breggen  | Elise Chabbey        | Niamh Fisher-Black |
| 5e étape           | étape de plaine              | Lorena Wiebes        | Anna van der Breggen | Anna van der Breggen  | Elise Chabbey        | Niamh Fisher-Black |
| 6e étape           | étape de plaine              | Emma Norsgaard       | Anna van der Breggen | Marianne Vos          | Elise Chabbey        | Niamh Fisher-Black |
| 7e étape           | étape vallonnée              | Marianne Vos         | Anna van der Breggen | Marianne Vos          | Lucinda Brand        | Niamh Fisher-Black |
| 8e étape           | étape de plaine              | Lorena Wiebes        | Anna van der Breggen | Marianne Vos          | Lucinda Brand        | Niamh Fisher-Black |
| 9e étape           | étape de montagne            | Ashleigh Moolman     | Anna van der Breggen | Anna van der Breggen  | Lucinda Brand        | Niamh Fisher-Black |
| 10e étape          | étape de plaine              | Coryn Rivera         | Anna van der Breggen | Anna van der Breggen  | Lucinda Brand        | Niamh Fisher-Black |
| Classements finals | Classements finals           |                      | Anna van der Breggen | Anna van der Breggen  | Lucinda Brand        | Niamh Fisher-Black |

## Bilan
La formation SD Worx a dominé cette édition sans partage, seule Trek-Segafredo étant en mesure de lui tenir tête épisodiquement. L'équipe occupe l'intégralité du podium et remporte le classement par points et de la meilleure jeune. Cette édition vient aussi confirmer le statut à part de Marianne Vos qui a gagné 30 étapes au total. Comme pour d'autres, ce Tour d'Italie s'inscrit dans sa préparation pour les Jeux olympiques. Quatre coureuses notables remportent pour la première fois une étape, il s'agit d'Ashleigh Moolman Pasio, Coryn Rivera, Emma Norsgaard et Lorena Wiebes.

## Liste des participantes
| Légende                             | Légende                                                                                              | Légende                                | Légende |
| ----------------------------------- | --- | -------------------------------------- | --- |
| Num                                 | Dossard de départ porté par la coureuse sur ce Tour d'Italie féminin                                 | Pos                                    | Position finale au classement général                                                                         |
| Leader du classement général        | Indique la vainqueur du classement général                                                           | Leader du classement des sprints       | Indique la vainqueur du classement par points                                                                 |
| Leader du classement de la montagne | Indique la vainqueur du classement de la montagne                                                    | Leader du classement du meilleur jeune | Indique la vainqueur du classement de la meilleure jeune                                                      |
|                                     | Indique un maillot de champion national ou mondial, suivi de sa spécialité                           | Leader du classement par points        | Indique la vainqueur du classement de la meilleure italienne                                                  |
| #                                   | Indique la meilleure équipe                                                                          | NP                                     | Indique une coureuse qui n'a pas pris le départ d'une étape, suivi du numéro de l'étape où elle s'est retirée |
| AB                                  | Indique une coureuse qui n'a pas terminé une étape, suivi du numéro de l'étape où elle s'est retirée | HD                                     | Indique une coureuse qui a terminé une étape hors des délais, suivi du numéro de l'étape                      |
| *                                   | Indique une coureuse en lice pour le classement de la meilleure jeune (coureuses nées après le )     |                                        | |

| SD Worx SDW | SD Worx SDW                                  | SD Worx SDW |
| ----------- | -------------------------------------------- | ----------- |
| Num         | Coureuse                                     | Pos         |
| 1           | Anna van der Breggen (NED) (route et chrono) | 1re         |
| 2           | Ashleigh Moolman (RSA)                       | 2e          |
| 3           | Niamh Fisher-Black (NZL)                     | 9e          |
| 4           | Demi Vollering (NED)                         | 3e          |
| 5           | Elena Cecchini (ITA)                         | 56e         |
| 6           | Chantal van den Broek-Blaak (NED)            | AB-10       |

| A.R. Monex Women's ASA | A.R. Monex Women's ASA        | A.R. Monex Women's ASA |
| ---------------------- | ----------------------------- | ---------------------- |
| Num                    | Coureuse                      | Pos                    |
| 11                     | Eider Merino (ESP)            | 17e                    |
| 12                     | Ariadna Gutiérrez (MEX)       | AB-3                   |
| 13                     | Maria Novolodskaya (RUS)      | 53e                    |
| 14                     | Maria Vittoria Sperotto (ITA) | 79e                    |
| 15                     | Andrea Ramírez (MEX)          | AB-6                   |
| 16                     | Arlenis Sierra (CUB)          | AB-3                   |

| Alé BTC Ljubljana ALE | Alé BTC Ljubljana ALE                  | Alé BTC Ljubljana ALE |
| --------------------- | -------------------------------------- | --------------------- |
| Num                   | Coureuse                               | Pos                   |
| 21                    | Mavi García (ESP) (route et chrono)    | 5e                    |
| 22                    | Marta Bastianelli (ITA)                | 45e                   |
| 23                    | Laura Tomasi (ITA)                     | 66e                   |
| 24                    | Marlen Reusser (SUI) (route et chrono) | AB                    |
| 25                    | Tatiana Guderzo (ITA)                  | 8e                    |
| 26                    | Anna Trevisi (ITA)                     | 75e                   |

| Arkéa Pro Cycling Team ARK | Arkéa Pro Cycling Team ARK | Arkéa Pro Cycling Team ARK |
| -------------------------- | -------------------------- | -------------------------- |
| Num                        | Coureuse                   | Pos                        |
| 31                         | Typhaine Laurance (FRA)    | 92e                        |
| 32                         | Léa Curinier (FRA)         | 36e                        |
| 33                         | Pauline Allin (FRA)        | 67e                        |
| 34                         | Amandine Fouquenet (FRA)   | 82e                        |
| 35                         | Lucie Jounier (FRA)        | 83e                        |
| 36                         | Greta Richioud (FRA)       | 60e                        |

| Aromitalia-Basso Bikes-Vaiano VAI | Aromitalia-Basso Bikes-Vaiano VAI       | Aromitalia-Basso Bikes-Vaiano VAI |
| --------------------------------- | --------------------------------------- | --------------------------------- |
| Num                               | Coureuse                                | Pos                               |
| 41                                | Rasa Leleivytė (LTU)                    | 55e                               |
| 42                                | Gemma Sernissi (ITA)                    | 90e                               |
| 43                                | Letizia Borghesi (ITA)                  | 49e                               |
| 44                                | Inga Čilvinaitė (LTU) (route et chrono) | 54e                               |
| 45                                | Giulia Marchesini (ITA)                 | AB                                |
| 46                                | Valentina Scandolara (ITA)              | 86e                               |

| Bepink BPK | Bepink BPK              | Bepink BPK |
| ---------- | ----------------------- | ---------- |
| Num        | Coureuse                | Pos        |
| 51         | Silvia Zanardi (ITA)    | 72e        |
| 52         | Silvia Valsecchi (ITA)  | AB-10      |
| 53         | Camilla Alessio (ITA)   | 52e        |
| 54         | Michaela Drummond (NZL) | AB-10      |
| 55         | Matilde Vitillo (ITA)   | 77e        |
| 56         | Nadia Quagliotto (ITA)  | 30e        |

| Bizkaia-Durango BDP | Bizkaia-Durango BDP    | Bizkaia-Durango BDP |
| ------------------- | ---------------------- | ------------------- |
| Num                 | Coureuse               | Pos                 |
| 61                  | Sandra Alonso (ESP)    | HD-4                |
| 62                  | Elizabeth Holden (GBR) | AB                  |
| 63                  | Emilie Fortin (CAN)    | AB-6                |
| 64                  | Lucía González (ESP)   | NP-7                |
| 65                  | Ariana Gilabert (ESP)  | HD-4                |
| 66                  | Yurani Blanco (ESP)    | HD-4                |

| Born To Win-G20-Ambedo BTW | Born To Win-G20-Ambedo BTW | Born To Win-G20-Ambedo BTW |
| -------------------------- | -------------------------- | -------------------------- |
| Num                        | Coureuse                   | Pos                        |
| 71                         | Anastasia Carbonari (ITA)  | 78e                        |
| 72                         | Francesca Balducci (ITA)   | HD-4                       |
| 73                         | Lara Krähemann (SUI)       | 89e                        |
| 74                         | Natalia Studenikina (RUS)  | AB-10                      |
| 75                         | Alice Palazzi (ITA)        | 80e                        |
| 76                         | Caris Cosentino (ITA)      | HD-4                       |

| Canyon-SRAM Racing CSR | Canyon-SRAM Racing CSR | Canyon-SRAM Racing CSR |
| ---------------------- | ---------------------- | ---------------------- |
| Num                    | Coureuse               | Pos                    |
| 81                     | Alena Amialiusik (BLR) | 15e                    |
| 82                     | Hannah Barnes (GBR)    | 40e                    |
| 83                     | Elise Chabbey (SUI)    | 10e                    |
| 84                     | Tiffany Cromwell (AUS) | 26e                    |
| 85                     | Alexis Magner (USA)    | 58e                    |
| 86                     | Mikayla Harvey (NZL)   | 27e                    |

| Ceratizit-WNT Pro Cycling WNT | Ceratizit-WNT Pro Cycling WNT          | Ceratizit-WNT Pro Cycling WNT |
| ----------------------------- | -------------------------------------- | ----------------------------- |
| Num                           | Coureuse                               | Pos                           |
| 91                            | Erica Magnaldi (ITA)                   | 13e                           |
| 92                            | Maria Giulia Confalonieri (ITA)        | 59e                           |
| 93                            | Lisa Brennauer (GER) (route et chrono) | 19e                           |
| 94                            | Kathrin Hammes (GER)                   | 50e                           |
| 95                            | Marta Lach (POL)                       | 24e                           |
| 96                            | Lara Vieceli (ITA)                     | AB-7                          |

| FDJ-Nouvelle Aquitaine-Futuroscope FDJ | FDJ-Nouvelle Aquitaine-Futuroscope FDJ | FDJ-Nouvelle Aquitaine-Futuroscope FDJ |
| -------------------------------------- | -------------------------------------- | -------------------------------------- |
| Num                                    | Coureuse                               | Pos                                    |
| 101                                    | Cecilie Uttrup Ludwig (DEN)            | NP-8                                   |
| 102                                    | Maëlle Grossetête (FRA)                | HD-4                                   |
| 103                                    | Marta Cavalli (ITA)                    | 6e                                     |
| 104                                    | Brodie Chapman (AUS)                   | AB-10                                  |
| 105                                    | Eugénie Duval (FRA)                    | 47e                                    |
| 106                                    | Évita Muzic (FRA) (route)              | 12e                                    |

| Isolmant-Premac-Vittoria SBT | Isolmant-Premac-Vittoria SBT | Isolmant-Premac-Vittoria SBT |
| ---------------------------- | ---------------------------- | ---------------------------- |
| Num                          | Coureuse                     | Pos                          |
| 111                          | Emanuela Zanetti (ITA)       | AB-3                         |
| 112                          | Francesca Pisciali (ITA)     | 85e                          |
| 113                          | Noemi Lucrezia Eremita (ITA) | 70e                          |
| 114                          | Gaia Realini (ITA)           | 11e                          |
| 115                          | Alice Gasparini (ITA)        | 73e                          |
| 116                          | Francesca Baroni (ITA)       | NP-7                         |

| Jumbo-Visma Women Team TJV | Jumbo-Visma Women Team TJV | Jumbo-Visma Women Team TJV |
| -------------------------- | -------------------------- | -------------------------- |
| Num                        | Coureuse                   | Pos                        |
| 121                        | Marianne Vos (NED)         | NP-9                       |
| 122                        | Nancy van der Burg (NED)   | NP-9                       |
| 123                        | Riejanne Markus (NED)      | 34e                        |
| 124                        | Anouska Koster (NED)       | 39e                        |
| 125                        | Julie Van de Velde (BEL)   | NP-8                       |
| 126                        | Teuntje Beekhuis (NED)     | 46e                        |

| Liv Racing LIV | Liv Racing LIV             | Liv Racing LIV |
| -------------- | -------------------------- | -------------- |
| Num            | Coureuse                   | Pos            |
| 131            | Sofia Bertizzolo (ITA)     | 44e            |
| 132            | Soraya Paladin (ITA)       | 28e            |
| 133            | Marta Jaskulska (POL)      | 81e            |
| 134            | Sabrina Stultiens (NED)    | 42e            |
| 135            | Jeanne Korevaar (NED)      | 43e            |
| 136            | Pauliena Rooijakkers (NED) | AB-9           |

| Lotto Soudal Ladies LSL | Lotto Soudal Ladies LSL  | Lotto Soudal Ladies LSL |
| ----------------------- | ------------------------ | ----------------------- |
| Num                     | Coureuse                 | Pos                     |
| 141                     | Danique Braam (NED)      | AB-6                    |
| 142                     | Lone Meertens (BEL)      | 69e                     |
| 143                     | Hanna Nilsson (SWE)      | 22e                     |
| 144                     | Silke Smulders (NED)     | 29e                     |
| 145                     | Jesse Vandenbulcke (BEL) | 62e                     |
| 146                     | Elise vander Sande (BEL) | HD-4                    |

| Movistar Team MOV | Movistar Team MOV              | Movistar Team MOV |
| ----------------- | ------------------------------ | ----------------- |
| Num               | Coureuse                       | Pos               |
| 151               | Katrine Aalerud (NOR) (chrono) | 20e               |
| 152               | Aude Biannic (FRA)             | 68e               |
| 153               | Sheyla Gutiérrez (ESP)         | HD-4              |
| 154               | Emma Norsgaard (DEN) (chrono)  | 57e               |
| 155               | Sara Martín (ESP)              | 71e               |
| 156               | Leah Thomas (USA)              | 16e               |

| Rally Cycling RLW | Rally Cycling RLW             | Rally Cycling RLW |
| ----------------- | ----------------------------- | ----------------- |
| Num               | Coureuse                      | Pos               |
| 161               | Clara Koppenburg (GER)        | AB-9              |
| 162               | Kristabel Doebel-Hickok (USA) | AB-5              |
| 163               | Heidi Franz (USA)             | NP-10             |
| 164               | Holly Breck (USA)             | HD-4              |
| 165               | Sara Poidevin (CAN)           | NP-10             |
| 166               | Katie Clouse (USA)            | NP-10             |

| Servetto-Makhymo-Beltrami TSA SER | Servetto-Makhymo-Beltrami TSA SER | Servetto-Makhymo-Beltrami TSA SER |
| --------------------------------- | --------------------------------- | --------------------------------- |
| Num                               | Coureuse                          | Pos                               |
| 171                               | Anna Potokina (RUS)               | 61e                               |
| 172                               | Sara Casasola (ITA)               | AB-7                              |
| 173                               | Asia Zontone (ITA)                | 87e                               |
| 174                               | Carlotta Borello (ITA)            | 88e                               |
| 175                               | Nadja Heigl (AUT)                 | AB-9                              |
| 176                               | Lina Svarinska (LAT) (route)      | 91e                               |

| Team BikeExchange BEX | Team BikeExchange BEX                    | Team BikeExchange BEX |
| --------------------- | ---------------------------------------- | --------------------- |
| Num                   | Coureuse                                 | Pos                   |
| 181                   | Amanda Spratt (AUS)                      | NP-10                 |
| 182                   | Ane Santesteban (ESP)                    | 32e                   |
| 183                   | Georgia Williams (NZL) (route et chrono) | NP-9                  |
| 184                   | Sarah Roy (AUS) (route)                  | 41e                   |
| 185                   | Grace Brown (AUS)                        | NP-9                  |
| 186                   | Janneke Ensing (NED)                     | 63e                   |

| Team DSM DSM | Team DSM DSM           | Team DSM DSM |
| ------------ | ---------------------- | ------------ |
| Num          | Coureuse               | Pos          |
| 191          | Leah Kirchmann (CAN)   | AB-10        |
| 192          | Juliette Labous (FRA)  | 7e           |
| 193          | Floortje Mackaij (NED) | 23e          |
| 194          | Liane Lippert (GER)    | 18e          |
| 195          | Lorena Wiebes (NED)    | 48e          |
| 196          | Coryn Rivera (USA)     | 25e          |

| Tibco-Silicon Valley Bank TIB | Tibco-Silicon Valley Bank TIB | Tibco-Silicon Valley Bank TIB |
| ----------------------------- | ----------------------------- | ----------------------------- |
| Num                           | Coureuse                      | Pos                           |
| 201                           | Kristen Faulkner (USA)        | NP-8                          |
| 202                           | Lauren Stephens (USA) (route) | NP-8                          |
| 203                           | Diana Peñuela (COL)           | NP-8                          |
| 204                           | Clara Honsinger (USA)         | NP-8                          |
| 205                           | Leah Dixon (GBR)              | AB-7                          |
| 206                           | Emily Newsom (USA)            | NP-8                          |

| Top Girls Fassa Bortolo TOP | Top Girls Fassa Bortolo TOP | Top Girls Fassa Bortolo TOP |
| --------------------------- | --------------------------- | --------------------------- |
| Num                         | Coureuse                    | Pos                         |
| 211                         | Michela Balducci (ITA)      | HD-4                        |
| 212                         | Giorgia Bariani (ITA)       | 76e                         |
| 213                         | Elisa Dalla Valle (ITA)     | 84e                         |
| 214                         | Greta Marturano (ITA)       | 37e                         |
| 215                         | Debora Silvestri (ITA)      | 38e                         |
| 216                         | Giorgia Vettorello (ITA)    | 74e                         |

| Trek-Segafredo TFS | Trek-Segafredo TFS                           | Trek-Segafredo TFS |
| ------------------ | -------------------------------------------- | ------------------ |
| Num                | Coureuse                                     | Pos                |
| 221                | Lucinda Brand (NED)                          | 31e                |
| 222                | Lizzie Deignan (GBR)                         | 4e                 |
| 223                | Elisa Longo Borghini (ITA) (route et chrono) | 14e                |
| 224                | Ellen van Dijk (NED)                         | 35e                |
| 225                | Tayler Wiles (USA)                           | NP-3               |
| 226                | Ruth Edwards (USA)                           | AB-10              |

| Valcar-Travel & Service VAL | Valcar-Travel & Service VAL | Valcar-Travel & Service VAL |
| --------------------------- | --------------------------- | --------------------------- |
| Num                         | Coureuse                    | Pos                         |
| 231                         | Alice Maria Arzuffi (ITA)   | 33e                         |
| 232                         | Barbara Malcotti (ITA)      | 21e                         |
| 233                         | Federica Piergiovanni (ITA) | 65e                         |
| 234                         | Ilaria Sanguineti (ITA)     | 51e                         |
| 235                         | Eleonora Gasparrini (ITA)   | 64e                         |
| 236                         | Chiara Consonni (ITA)       | HD-4                        |

| SD Worx SDW | SD Worx SDW                                  | SD Worx SDW |
| ----------- | -------------------------------------------- | ----------- |
| Num         | Coureuse                                     | Pos         |
| 1           | Anna van der Breggen (NED) (route et chrono) | 1re         |
| 2           | Ashleigh Moolman (RSA)                       | 2e          |
| 3           | Niamh Fisher-Black (NZL)                     | 9e          |
| 4           | Demi Vollering (NED)                         | 3e          |
| 5           | Elena Cecchini (ITA)                         | 56e         |
| 6           | Chantal van den Broek-Blaak (NED)            | AB-10       |

| A.R. Monex Women's ASA | A.R. Monex Women's ASA        | A.R. Monex Women's ASA |
| ---------------------- | ----------------------------- | ---------------------- |
| Num                    | Coureuse                      | Pos                    |
| 11                     | Eider Merino (ESP)            | 17e                    |
| 12                     | Ariadna Gutiérrez (MEX)       | AB-3                   |
| 13                     | Maria Novolodskaya (RUS)      | 53e                    |
| 14                     | Maria Vittoria Sperotto (ITA) | 79e                    |
| 15                     | Andrea Ramírez (MEX)          | AB-6                   |
| 16                     | Arlenis Sierra (CUB)          | AB-3                   |

| Alé BTC Ljubljana ALE | Alé BTC Ljubljana ALE                  | Alé BTC Ljubljana ALE |
| --------------------- | -------------------------------------- | --------------------- |
| Num                   | Coureuse                               | Pos                   |
| 21                    | Mavi García (ESP) (route et chrono)    | 5e                    |
| 22                    | Marta Bastianelli (ITA)                | 45e                   |
| 23                    | Laura Tomasi (ITA)                     | 66e                   |
| 24                    | Marlen Reusser (SUI) (route et chrono) | AB                    |
| 25                    | Tatiana Guderzo (ITA)                  | 8e                    |
| 26                    | Anna Trevisi (ITA)                     | 75e                   |

| Arkéa Pro Cycling Team ARK | Arkéa Pro Cycling Team ARK | Arkéa Pro Cycling Team ARK |
| -------------------------- | -------------------------- | -------------------------- |
| Num                        | Coureuse                   | Pos                        |
| 31                         | Typhaine Laurance (FRA)    | 92e                        |
| 32                         | Léa Curinier (FRA)         | 36e                        |
| 33                         | Pauline Allin (FRA)        | 67e                        |
| 34                         | Amandine Fouquenet (FRA)   | 82e                        |
| 35                         | Lucie Jounier (FRA)        | 83e                        |
| 36                         | Greta Richioud (FRA)       | 60e                        |

| Aromitalia-Basso Bikes-Vaiano VAI | Aromitalia-Basso Bikes-Vaiano VAI       | Aromitalia-Basso Bikes-Vaiano VAI |
| --------------------------------- | --------------------------------------- | --------------------------------- |
| Num                               | Coureuse                                | Pos                               |
| 41                                | Rasa Leleivytė (LTU)                    | 55e                               |
| 42                                | Gemma Sernissi (ITA)                    | 90e                               |
| 43                                | Letizia Borghesi (ITA)                  | 49e                               |
| 44                                | Inga Čilvinaitė (LTU) (route et chrono) | 54e                               |
| 45                                | Giulia Marchesini (ITA)                 | AB                                |
| 46                                | Valentina Scandolara (ITA)              | 86e                               |

| Bepink BPK | Bepink BPK              | Bepink BPK |
| ---------- | ----------------------- | ---------- |
| Num        | Coureuse                | Pos        |
| 51         | Silvia Zanardi (ITA)    | 72e        |
| 52         | Silvia Valsecchi (ITA)  | AB-10      |
| 53         | Camilla Alessio (ITA)   | 52e        |
| 54         | Michaela Drummond (NZL) | AB-10      |
| 55         | Matilde Vitillo (ITA)   | 77e        |
| 56         | Nadia Quagliotto (ITA)  | 30e        |

| Bizkaia-Durango BDP | Bizkaia-Durango BDP    | Bizkaia-Durango BDP |
| ------------------- | ---------------------- | ------------------- |
| Num                 | Coureuse               | Pos                 |
| 61                  | Sandra Alonso (ESP)    | HD-4                |
| 62                  | Elizabeth Holden (GBR) | AB                  |
| 63                  | Emilie Fortin (CAN)    | AB-6                |
| 64                  | Lucía González (ESP)   | NP-7                |
| 65                  | Ariana Gilabert (ESP)  | HD-4                |
| 66                  | Yurani Blanco (ESP)    | HD-4                |

| Born To Win-G20-Ambedo BTW | Born To Win-G20-Ambedo BTW | Born To Win-G20-Ambedo BTW |
| -------------------------- | -------------------------- | -------------------------- |
| Num                        | Coureuse                   | Pos                        |
| 71                         | Anastasia Carbonari (ITA)  | 78e                        |
| 72                         | Francesca Balducci (ITA)   | HD-4                       |
| 73                         | Lara Krähemann (SUI)       | 89e                        |
| 74                         | Natalia Studenikina (RUS)  | AB-10                      |
| 75                         | Alice Palazzi (ITA)        | 80e                        |
| 76                         | Caris Cosentino (ITA)      | HD-4                       |

| Canyon-SRAM Racing CSR | Canyon-SRAM Racing CSR | Canyon-SRAM Racing CSR |
| ---------------------- | ---------------------- | ---------------------- |
| Num                    | Coureuse               | Pos                    |
| 81                     | Alena Amialiusik (BLR) | 15e                    |
| 82                     | Hannah Barnes (GBR)    | 40e                    |
| 83                     | Elise Chabbey (SUI)    | 10e                    |
| 84                     | Tiffany Cromwell (AUS) | 26e                    |
| 85                     | Alexis Magner (USA)    | 58e                    |
| 86                     | Mikayla Harvey (NZL)   | 27e                    |

| Ceratizit-WNT Pro Cycling WNT | Ceratizit-WNT Pro Cycling WNT          | Ceratizit-WNT Pro Cycling WNT |
| ----------------------------- | -------------------------------------- | ----------------------------- |
| Num                           | Coureuse                               | Pos                           |
| 91                            | Erica Magnaldi (ITA)                   | 13e                           |
| 92                            | Maria Giulia Confalonieri (ITA)        | 59e                           |
| 93                            | Lisa Brennauer (GER) (route et chrono) | 19e                           |
| 94                            | Kathrin Hammes (GER)                   | 50e                           |
| 95                            | Marta Lach (POL)                       | 24e                           |
| 96                            | Lara Vieceli (ITA)                     | AB-7                          |

| FDJ-Nouvelle Aquitaine-Futuroscope FDJ | FDJ-Nouvelle Aquitaine-Futuroscope FDJ | FDJ-Nouvelle Aquitaine-Futuroscope FDJ |
| -------------------------------------- | -------------------------------------- | -------------------------------------- |
| Num                                    | Coureuse                               | Pos                                    |
| 101                                    | Cecilie Uttrup Ludwig (DEN)            | NP-8                                   |
| 102                                    | Maëlle Grossetête (FRA)                | HD-4                                   |
| 103                                    | Marta Cavalli (ITA)                    | 6e                                     |
| 104                                    | Brodie Chapman (AUS)                   | AB-10                                  |
| 105                                    | Eugénie Duval (FRA)                    | 47e                                    |
| 106                                    | Évita Muzic (FRA) (route)              | 12e                                    |

| Isolmant-Premac-Vittoria SBT | Isolmant-Premac-Vittoria SBT | Isolmant-Premac-Vittoria SBT |
| ---------------------------- | ---------------------------- | ---------------------------- |
| Num                          | Coureuse                     | Pos                          |
| 111                          | Emanuela Zanetti (ITA)       | AB-3                         |
| 112                          | Francesca Pisciali (ITA)     | 85e                          |
| 113                          | Noemi Lucrezia Eremita (ITA) | 70e                          |
| 114                          | Gaia Realini (ITA)           | 11e                          |
| 115                          | Alice Gasparini (ITA)        | 73e                          |
| 116                          | Francesca Baroni (ITA)       | NP-7                         |

| Jumbo-Visma Women Team TJV | Jumbo-Visma Women Team TJV | Jumbo-Visma Women Team TJV |
| -------------------------- | -------------------------- | -------------------------- |
| Num                        | Coureuse                   | Pos                        |
| 121                        | Marianne Vos (NED)         | NP-9                       |
| 122                        | Nancy van der Burg (NED)   | NP-9                       |
| 123                        | Riejanne Markus (NED)      | 34e                        |
| 124                        | Anouska Koster (NED)       | 39e                        |
| 125                        | Julie Van de Velde (BEL)   | NP-8                       |
| 126                        | Teuntje Beekhuis (NED)     | 46e                        |

| Liv Racing LIV | Liv Racing LIV             | Liv Racing LIV |
| -------------- | -------------------------- | -------------- |
| Num            | Coureuse                   | Pos            |
| 131            | Sofia Bertizzolo (ITA)     | 44e            |
| 132            | Soraya Paladin (ITA)       | 28e            |
| 133            | Marta Jaskulska (POL)      | 81e            |
| 134            | Sabrina Stultiens (NED)    | 42e            |
| 135            | Jeanne Korevaar (NED)      | 43e            |
| 136            | Pauliena Rooijakkers (NED) | AB-9           |

| Lotto Soudal Ladies LSL | Lotto Soudal Ladies LSL  | Lotto Soudal Ladies LSL |
| ----------------------- | ------------------------ | ----------------------- |
| Num                     | Coureuse                 | Pos                     |
| 141                     | Danique Braam (NED)      | AB-6                    |
| 142                     | Lone Meertens (BEL)      | 69e                     |
| 143                     | Hanna Nilsson (SWE)      | 22e                     |
| 144                     | Silke Smulders (NED)     | 29e                     |
| 145                     | Jesse Vandenbulcke (BEL) | 62e                     |
| 146                     | Elise vander Sande (BEL) | HD-4                    |

| Movistar Team MOV | Movistar Team MOV              | Movistar Team MOV |
| ----------------- | ------------------------------ | ----------------- |
| Num               | Coureuse                       | Pos               |
| 151               | Katrine Aalerud (NOR) (chrono) | 20e               |
| 152               | Aude Biannic (FRA)             | 68e               |
| 153               | Sheyla Gutiérrez (ESP)         | HD-4              |
| 154               | Emma Norsgaard (DEN) (chrono)  | 57e               |
| 155               | Sara Martín (ESP)              | 71e               |
| 156               | Leah Thomas (USA)              | 16e               |

| Rally Cycling RLW | Rally Cycling RLW             | Rally Cycling RLW |
| ----------------- | ----------------------------- | ----------------- |
| Num               | Coureuse                      | Pos               |
| 161               | Clara Koppenburg (GER)        | AB-9              |
| 162               | Kristabel Doebel-Hickok (USA) | AB-5              |
| 163               | Heidi Franz (USA)             | NP-10             |
| 164               | Holly Breck (USA)             | HD-4              |
| 165               | Sara Poidevin (CAN)           | NP-10             |
| 166               | Katie Clouse (USA)            | NP-10             |

| Servetto-Makhymo-Beltrami TSA SER | Servetto-Makhymo-Beltrami TSA SER | Servetto-Makhymo-Beltrami TSA SER |
| --------------------------------- | --------------------------------- | --------------------------------- |
| Num                               | Coureuse                          | Pos                               |
| 171                               | Anna Potokina (RUS)               | 61e                               |
| 172                               | Sara Casasola (ITA)               | AB-7                              |
| 173                               | Asia Zontone (ITA)                | 87e                               |
| 174                               | Carlotta Borello (ITA)            | 88e                               |
| 175                               | Nadja Heigl (AUT)                 | AB-9                              |
| 176                               | Lina Svarinska (LAT) (route)      | 91e                               |

| Team BikeExchange BEX | Team BikeExchange BEX                    | Team BikeExchange BEX |
| --------------------- | ---------------------------------------- | --------------------- |
| Num                   | Coureuse                                 | Pos                   |
| 181                   | Amanda Spratt (AUS)                      | NP-10                 |
| 182                   | Ane Santesteban (ESP)                    | 32e                   |
| 183                   | Georgia Williams (NZL) (route et chrono) | NP-9                  |
| 184                   | Sarah Roy (AUS) (route)                  | 41e                   |
| 185                   | Grace Brown (AUS)                        | NP-9                  |
| 186                   | Janneke Ensing (NED)                     | 63e                   |

| Team DSM DSM | Team DSM DSM           | Team DSM DSM |
| ------------ | ---------------------- | ------------ |
| Num          | Coureuse               | Pos          |
| 191          | Leah Kirchmann (CAN)   | AB-10        |
| 192          | Juliette Labous (FRA)  | 7e           |
| 193          | Floortje Mackaij (NED) | 23e          |
| 194          | Liane Lippert (GER)    | 18e          |
| 195          | Lorena Wiebes (NED)    | 48e          |
| 196          | Coryn Rivera (USA)     | 25e          |

| Tibco-Silicon Valley Bank TIB | Tibco-Silicon Valley Bank TIB | Tibco-Silicon Valley Bank TIB |
| ----------------------------- | ----------------------------- | ----------------------------- |
| Num                           | Coureuse                      | Pos                           |
| 201                           | Kristen Faulkner (USA)        | NP-8                          |
| 202                           | Lauren Stephens (USA) (route) | NP-8                          |
| 203                           | Diana Peñuela (COL)           | NP-8                          |
| 204                           | Clara Honsinger (USA)         | NP-8                          |
| 205                           | Leah Dixon (GBR)              | AB-7                          |
| 206                           | Emily Newsom (USA)            | NP-8                          |

| Top Girls Fassa Bortolo TOP | Top Girls Fassa Bortolo TOP | Top Girls Fassa Bortolo TOP |
| --------------------------- | --------------------------- | --------------------------- |
| Num                         | Coureuse                    | Pos                         |
| 211                         | Michela Balducci (ITA)      | HD-4                        |
| 212                         | Giorgia Bariani (ITA)       | 76e                         |
| 213                         | Elisa Dalla Valle (ITA)     | 84e                         |
| 214                         | Greta Marturano (ITA)       | 37e                         |
| 215                         | Debora Silvestri (ITA)      | 38e                         |
| 216                         | Giorgia Vettorello (ITA)    | 74e                         |

| Trek-Segafredo TFS | Trek-Segafredo TFS                           | Trek-Segafredo TFS |
| ------------------ | -------------------------------------------- | ------------------ |
| Num                | Coureuse                                     | Pos                |
| 221                | Lucinda Brand (NED)                          | 31e                |
| 222                | Lizzie Deignan (GBR)                         | 4e                 |
| 223                | Elisa Longo Borghini (ITA) (route et chrono) | 14e                |
| 224                | Ellen van Dijk (NED)                         | 35e                |
| 225                | Tayler Wiles (USA)                           | NP-3               |
| 226                | Ruth Edwards (USA)                           | AB-10              |

| Valcar-Travel & Service VAL | Valcar-Travel & Service VAL | Valcar-Travel & Service VAL |
| --------------------------- | --------------------------- | --------------------------- |
| Num                         | Coureuse                    | Pos                         |
| 231                         | Alice Maria Arzuffi (ITA)   | 33e                         |
| 232                         | Barbara Malcotti (ITA)      | 21e                         |
| 233                         | Federica Piergiovanni (ITA) | 65e                         |
| 234                         | Ilaria Sanguineti (ITA)     | 51e                         |
| 235                         | Eleonora Gasparrini (ITA)   | 64e                         |
| 236                         | Chiara Consonni (ITA)       | HD-4                        |

## Organisation et règlement de la course

### Comité d'organisation
Starlight SSDARL organise la course. Roberto Magnani devient manager général de la course. Giuseppe Rivolta devient manager général de la course.

### Incidents de course
Le règlement de la course permet à une coureuse victime d'un accident de course dans les trois derniers kilomètres d'une étape et qui se verrait retardée pour cette raison de ne pas perdre de temps au classement général. La règle ne s'applique pas aux étapes : 2, 7 et 9.

### Délais
Lors d'une course cycliste, les coureuses sont tenus d'arriver dans un laps de temps imparti déterminé à partir du temps de la première pour pouvoir être classées. Ces délais sont variables selon la difficulté d'une étape, une étape plus difficile bénéficiant d'un pourcentage de délais plus important. Lors de cette édition du Tour d'Italie féminin, les délais prévus sont de 50 % sur la 1re étape, de 30 % sur la 4e, de 25 % sur la 2e et 9e, de 20 % sur la 3e, 6e, 7e et 8e et de 15 % sur les autres étapes.

### Classements et bonifications

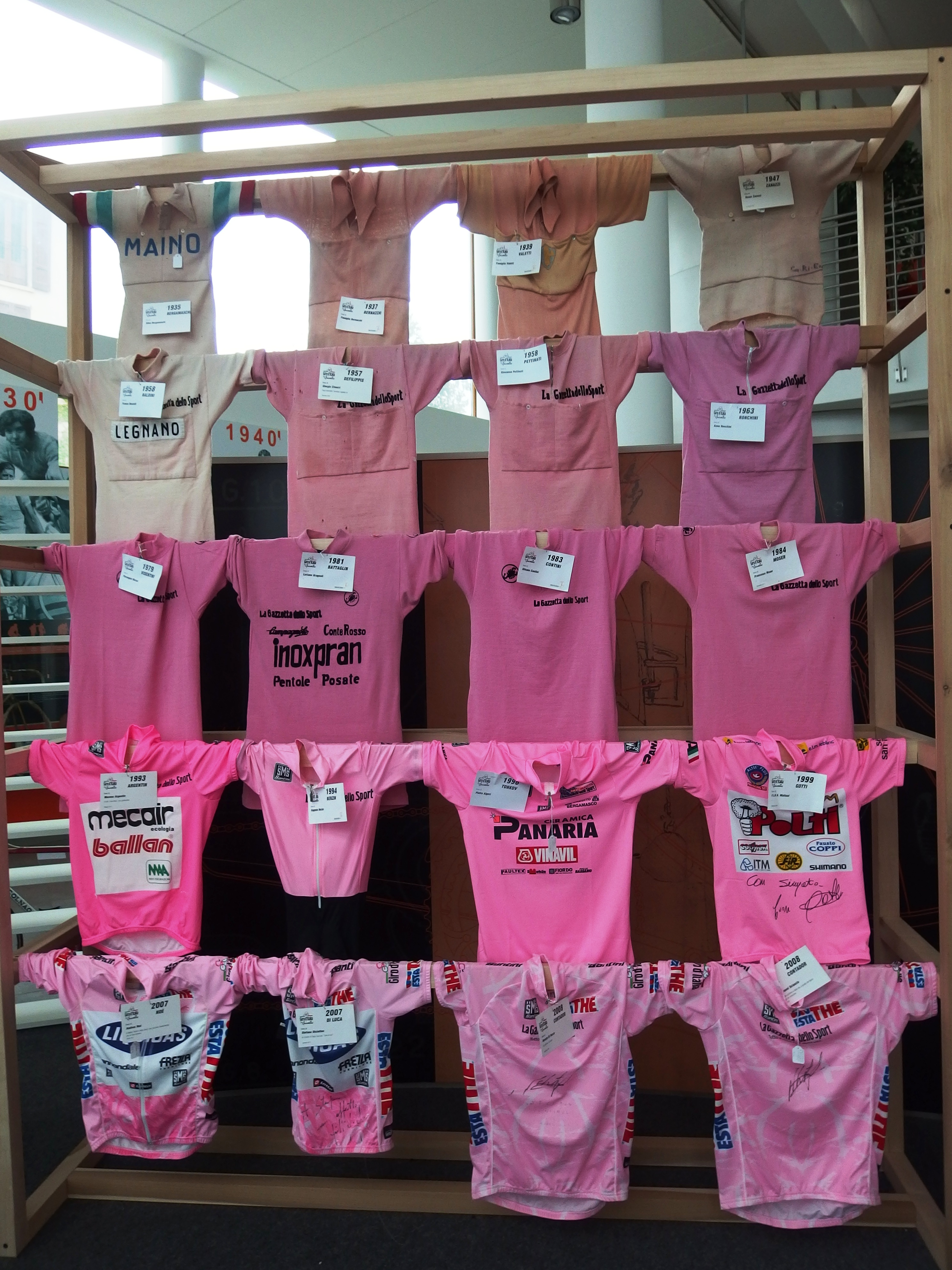
La coureuse en tête du classement général porte un maillot rose, comme sur le Tour d'Italie masculin

Le classement général individuel au temps est calculé par le cumul des temps enregistrés dans chacune des étapes parcourues. Des bonifications et d'éventuelles pénalisations sont incluses dans le calcul du classement. La coureuse qui est première de ce classement est porteuse du maillot rose.
Des bonifications sont attribuées dans cette épreuve. Chaque arrivée d'étape, à l'exception du contre-la-montre individuel, donne lieu à dix secondes, six secondes et quatre secondes pour les trois premières coureuses classées. Par ailleurs, durant la course, il existe des sprints intermédiaires dont les trois premiers sont récompensés respectivement de trois secondes, deux secondes et une seconde.

#### Classement de la meilleure grimpeuse
Le classement du meilleur grimpeur, ou classement des monts, est un classement spécifique basé sur les arrivées au sommet des ascensions répertoriées dans l'ensemble de la course. Elles sont classées en trois catégories. Celles de premières catégorie rapportent : 13, 11, 9, 7 et 5 points. Celles de deuxième catégorie rapportent 7, 5, 3, 2 et 1 point enfin celles de troisième catégorie 5, 4, 3, 2 et 1 point. Le premier du classement des monts est détenteur du maillot vert. En cas d'égalité, les coureuses sont prioritairement départagées par le nombre de premières places aux sommets. Si l'égalité persiste, le critère suivant est la place obtenue au classement général. Pour être classée, une coureuse doit avoir terminée la course dans les délais.

#### Classement par points
Le maillot cyclamen récompense le classement par points. Lors d'une arrivée d'étape, les dix premières se voient accorder des points selon le décompte suivant : 15, 12, 10, 8, 6, 5, 4, 3, 2, 1 point. En cas d'égalité, les coureuses sont prioritairement départagées par le nombre de victoires d'étapes. Si l'égalité persiste, le nombre de victoires à des sprints intermédiaires puis éventuellement la place obtenue au classement général entrent en compte. Pour être classée, une coureuse doit avoir terminée la course dans les délais.

#### Classement de la meilleure jeune
Le classement de la meilleure jeune ne concerne qu'une certaine catégorie de coureuses, celles étant âgées de moins de 23 ans. Ce classement, basé sur le classement général, attribue au premier un maillot blanc.

#### Classement de la meilleure italienne
Le classement de la meilleure italienne ne concerne que les coureuses de nationalité italienne. Ce classement, basé sur le classement général, attribue à la première un maillot bleu.

#### Répartition des maillots
Chaque coureuse en tête d'un classement est porteuse du maillot ou du dossard distinctif correspondant. Cependant, dans le cas où une coureuse dominerait plusieurs classements, celle-ci ne porte qu'un seul maillot distinctif, selon une priorité de classements. Le classement général au temps est le classement prioritaire, suivi du classement général par points, du classement général du meilleur grimpeur et du classement de la meilleure jeune. Si ce cas de figure se produit, le maillot correspondant au classement annexe de priorité inférieure n'est pas porté par celle qui domine ce classement mais par son deuxième.

### Primes
Le contre-la-montre par équipes permet de remporter les primes suivantes :
| Position | 1er   | 2e    | 3e    | 4e    | 5e    | 6e | 7e | 8e | 9e | 10e |
| Prix     | 972 € | 658 € | 486 € | 401 € | 344 € | €  | €  | €  | €  | €   |

Les autres étapes sont dotées de la manière suivante :
| Position | 1er   | 2e    | 3e    | 4e    | 5e    | 6e    | 7e    | 8e    | 9e    | 10e   |
| Prix     | 550 € | 330 € | 230 € | 215 € | 200 € | 175 € | 155 € | 130 € | 130 € | 130 € |

En sus, les coureuses placées de la 11e à la 15e place gagnent 80 € et celles de la 16e à la 20e place, 55 €.
Le classement général final attribue les sommes suivantes, une prime exceptionnelle pour les trois premières est déjà incluse ici :
| Position | 1er     | 2e      | 3e      | 4e    | 5e    | 6e    | 7e    | 8e    | 9e    | 10e   |
| Prix     | 9 100 € | 3 660 € | 1 960 € | 430 € | 400 € | 350 € | 310 € | 260 € | 260 € | 260 € |

En sus, les coureuses placées de la 11e à la 15e place gagnent 160 € et celles de la 16e à la 20e place, 110 €.

### Prix
Par ailleurs, à l'issue du classement général final, le meilleur grimpeur remporte 1 500 €, le 2e 800 € et le 3e 500 €. Pour le classement par points, les montants sont de  1 000 € pour la 1re, 700 € pour la  2e et 400 € pour la 3e. La meilleure jeune remporte 1 500 €. La meilleure Italienne gagne 500 €. La meilleure équipe empoche 2 000 €, la deuxième 1 000 € et la troisième 800 €.

## Médias
Il est prévu que l'épreuve soit diffusée en direct et en intégralité sur GCN, sur Eurosport Player et sur divers médias italiens par internet. Le résumé de cinquante minutes est diffusé entre autres sur Eurosport, Claro, NOS et la RAI. En fait, seuls les derniers quinze kilomètres de chaque étape sont diffusés avec des variations selon les jours. Dans l'étape reine, seule l'ascension finale le mont Matajur est ainsi retransmise. Pour rappel, l'UCI exige quarante-cinq minutes de direct pour les épreuves du World Tour.